# Île Tristan
Pour les articles homonymes, voir Tristan.
L'île Tristan (Ar Fort ou Enez Tristan en breton) est une petite île française de Bretagne située dans la baie de Douarnenez, face au Port-Rhu. Propriété de la famille du poète Jean Richepin depuis 1911, elle a été rachetée par le Conservatoire du littoral pour être soigneusement préservée.
Elle offre une vue sur la baie de Douarnenez et ses environs. On y accède à pied uniquement quand les heures et le coefficient des marées le permettent. Vers la baie de Douarnenez se dresse son phare.

## Toponymie
La première mention de l'île la désigne comme insula Sancti Tutuarni (île saint Tutuarn) en 1118, siècle lorsque Robert, évêque de Quimper, la cède aux moines de Marmoutier en Touraine. En breton insula Sancti Tutuarni se dit alors Tutuarn Enez ; selon l'Office public de la langue bretonne, ce serait donc à ce saint que la ville de Douarnenez doit son nom.
À partir de 1432, l'île est dénommée île Tristan en français et enez Tristan en breton ; en breton, il arrive qu'on l'appelle aussi Ar Fort.
Lorsque Guy Éder de La Fontenelle l'occupa, à la toute fin du XVIe siècle, il la rebaptisa isle Guyon, nom qui ne lui survécut pas.

## Géographie
L’île Tristan est située dans la baie de Douarnenez à environ 200 mètres de la côte, face au port et à la ville de Douarnenez, dont elle dépend administrativement. D'une superficie d'environ 6 hectares, elle mesure 450 m de long sur 250 m de large. Elle est accessible à pied à marée basse. La présence d'eau douce explique une occupation humaine constante depuis la Préhistoire. La végétation y est maigre (lande avec des bruyères et des fougères) aux endroits les plus exposés au vent, mais le sud de l'île abrite un verger d'arbres fruitiers.

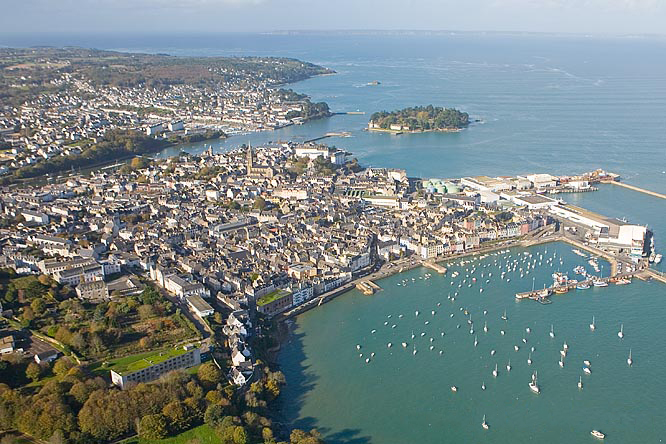
Vue aérienne de Douarnenez, en arrière-plan l'île Tristan.
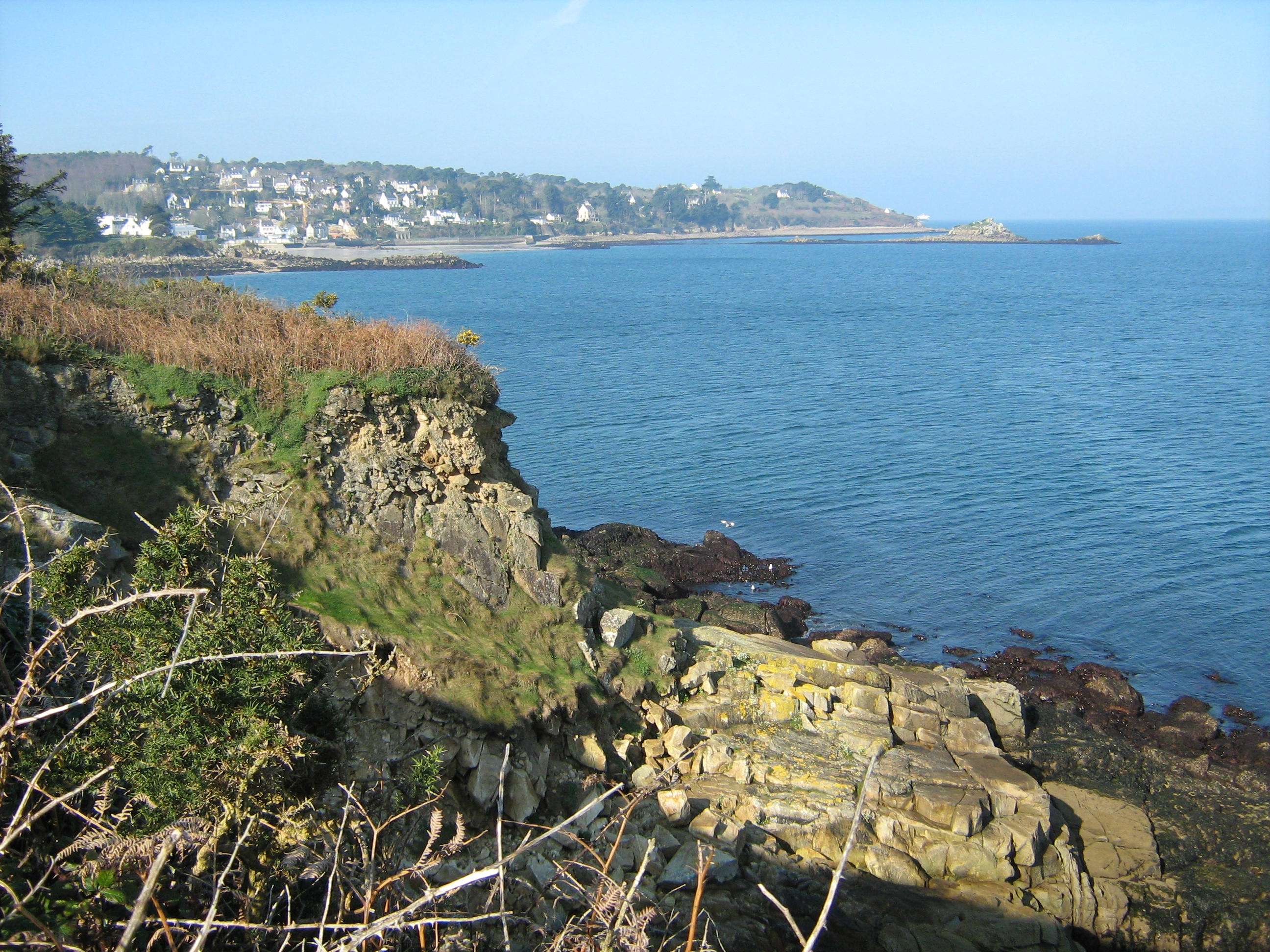
La côte nord de l'île Tristan (à l'arrière-plan, Douarnenez).

## Légendes
Une légende bretonne raconte les célèbres amours de Tristan, neveu du roi de Cornouaille, Marc'h, tombé amoureux d'Iseult, la fiancée de ce dernier, et qui dut se cacher toute sa vie pour fuir la colère royale et vivre sa passion avec sa belle, selon certaines versions. Voir Tristan et Iseut. Selon la légende, l'île abriterait leur tombe dissimulée sous deux arbres enlacés.
D'après Joseph Loth , l'île s'appelait autrefois Insula Trestanni, Tristan étant un nom francisé, il note aussi la forte présence de la légende du roi Marc'h dans la baie (à Porzmarc'h et Lostmarc'h). Trestan est un nom usité en Cornouailles britanniques. Il y a une connexion entre le roi Marc'h de Cornouailles et le Conomor de Bretagne armoricaine.
Selon une autre légende, l'île serait la partie émergée de la légendaire cité engloutie d'Ys.

## Histoire
Du fait de sa position géographique, l'île Tristan a été occupée très tôt par les hommes qui en ont fait une place défensive sous différentes époques, un espace isolé pour des religieux, un lieu de villégiature pour la haute société parisienne ou encore un endroit consacré à l'industrie de la sardine.

### Époques celtique et romaine

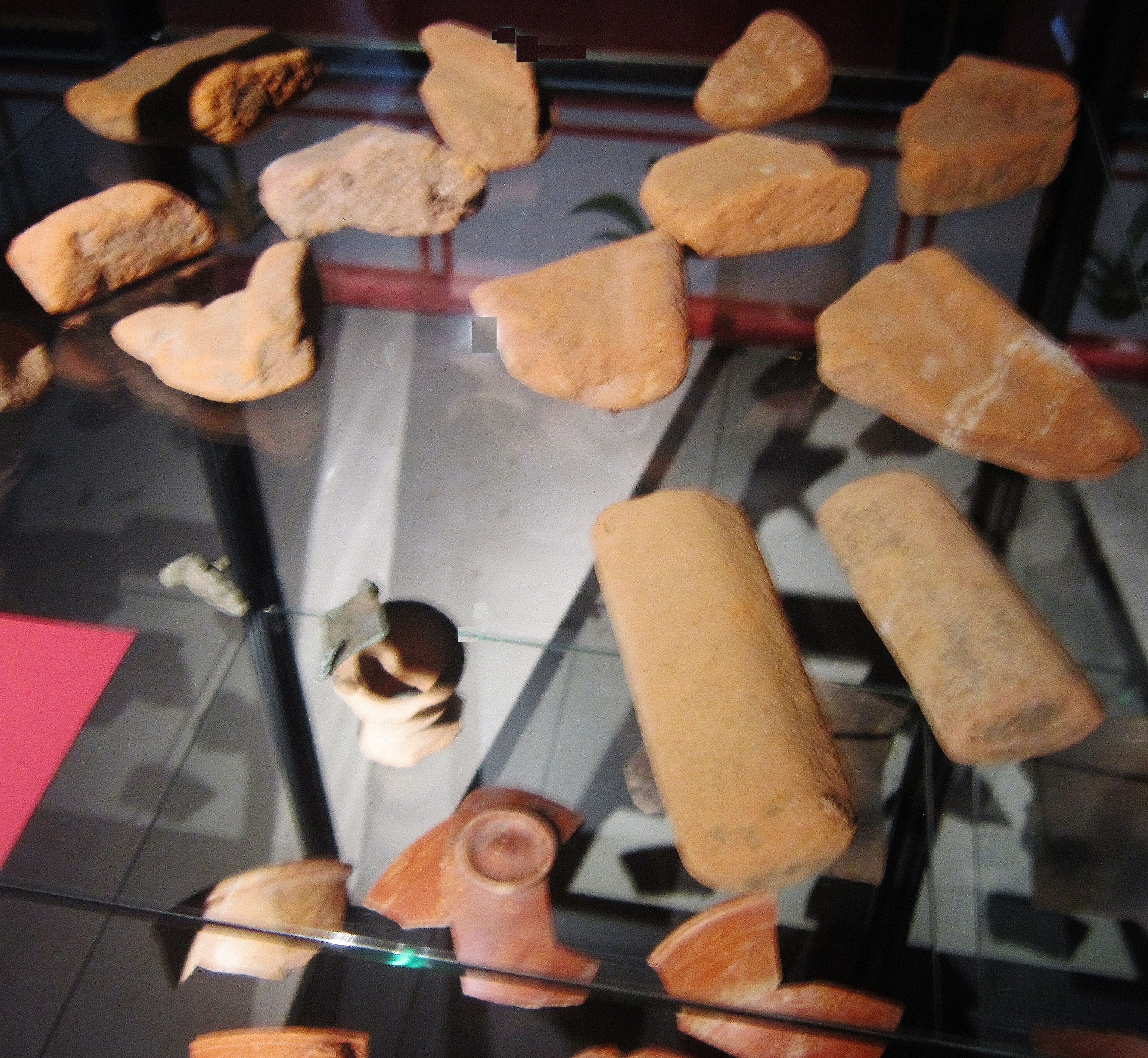
Débris de tegulae, d'amphores et fibules en bronze d'époque gallo-romaine trouvés dans l'Île Tristan.

Il y a tout lieu de penser qu'un oppidum gaulois a existé sur le site[Interprétation personnelle ?]. Des fouilles menées au cours du XIXe siècle ont mis en valeur « des armes et des monnaies celtiques […] ». De plus, il aurait été retrouvé des outils destinés à l'alimentation comme des meules. Gustave Raimond Guillou-Penanros, alors propriétaire de l'île découvrit, en faisant des défrichements, « les substructions d'un très grand nombre de petites habitations disposées comme les cases d'un échiquier », faisant penser à des habitations gauloises, « ainsi que des monnaies gauloises et un très grand nombre de monnaies romaines ». Cependant, les vestiges de ces fouilles amateurs n'ont pas été conservés. Dans la continuité, l'île serait l'un des deux pôles autour desquels une cité gallo-romaine se développe, le second étant le temple de Trégouzel, à quelques kilomètres au sud, l'île conservant sa position défensive et de surveillance de la baie. Dans les mêmes fouilles, « des statuettes, des fibules, des monnaies et un magnifique bas-relief en bronze de l'époque romaine » ont été retrouvés. La présence romaine s'affirme sur tout le pourtour de la baie de Douarnenez par des cuves à salaison de poisson produisant la sauce appelée garum, activité industrielle autour de laquelle la cité antique a prospéré, notamment sur le site des Plomarc'h, à proximité de l'île. De plus, dans le prolongement de l'île vers le sud, en passant par le passage à marée basse par la cale du guet, une voie romaine, correspondant à une rue actuelle, rejoignait Trégouzel et la voie Romaine Carhaix – Pointe du Van. À proximité de cette voie et en face de l'île Tristan ont été retrouvés une statue d'Hercule et un cercueil datant du IVe siècle.

« L'île, ou plutôt l'îlot, car la superficie n'est que d'environ 7 hectares, devient une presqu'île à marée basse comme les oppidums gaulois que décrit César en parlant de la Guerre des Vénètes. Dès l'époque gauloise, ce poste qui commande l'entrée de la rivière fut habité. En y faisant des défrichements, on a découvert un très grand nombre d'habitations disposées comme les cases d'un échiquier ; deux monnaies gauloises, des fragments d'armes, des meules, ont été trouvés au milieu des ruines. Des gallo-romains résidèrent dans l'île. (...) »

### L'île Saint Tutuarn et son prieuré auMoyen Âge

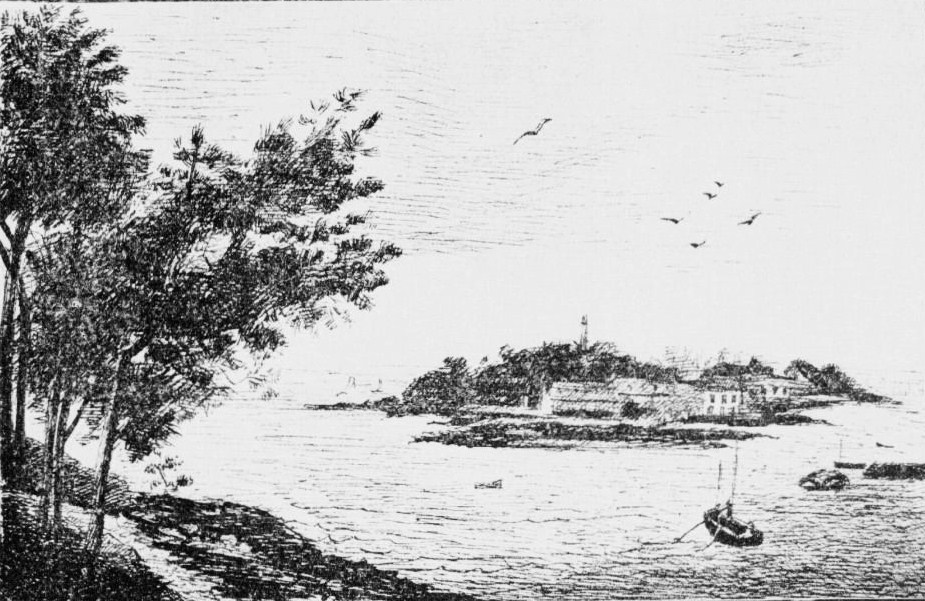
L'île Tristan en baie de Douarnenez (dessin de 1912)

Il faut attendre 1118 pour trouver un nom à l'île. C'est à cette date que l'évêque de Cornouaille Robert fait don par une charte de donation aux moines de l'abbaye tourangelle de Marmoutier de sa petite île de saint Tutuarn et d'une maison lui appartenant dénommée hamot (en breton) avec toutes les rentes et les dépendances, ainsi que les deux-tiers de la dîme du Plebs Sancti Ergadi (Pouldergat) et de villages avoisinants situés dans les paroisses de Beuzec-Cap-Sizun, Meilars, Primelin, Mahalon et Poullan. La première supposition de l'origine du nom serait liée à un ermite du nom de l'île qui s'y serait installé au VIIIe siècle. Cependant la plus probable serait la suivante : ce serait une déformation du nom de saint Tugdual (ou Tudy), Tutual étant sa forme ancienne en vieux breton. Ce nom apparaît du XIIe au XIVe siècle avant que l'île « Trestain » puis « Trestan » vienne le remplacer dans les écrits.
L'île devint alors un prieuré bénédictin dépendant de l'abbaye de Marmoutier ; par exemple en 1162, un moine de cette abbaye, dénommé Jean, le dirige (on le sait grâce à une donation de terres de paroissiens de Poullan faite cette année-là en faveur de ce prieuré ; mais dès le siècle suivant, ses revenus bénéficiant directement à l'abbaye de Marmoutier et très peu d'archives mentionnent ce prieuré dont l'existence est toutefois attestée par un aveu de 1336 et un pouillé de 1368. Dès 1352, une garnison était établie à l'île Tristan et elle contribua vraisemblablement à la décadence du prieuré.
Un aveu daté du 15 juin 1541, rédigé par le prieur Alain de Penc'hoet donne un état très détaillé des biens du prieuré, qui a alors perdu certaines terres reçues en don antérieurement au XIIe siècle, mais qui dispose alors de certains droits féodaux (droits de haute justice et basse justice, droit de suite au moulin, droit de lods et ventes, etc.). La juridiction du prieuré s'exerçait uniquement sur le bourg de Douarnenez et comprenait un sénéchal, un procureur fiscal, un greffier et une demi-douzaine de notaires et procureurs comparaissaient lors des plaids généraux, mais ces personnes occupaient généralement les mêmes fonctions ailleurs, la juridiction étant trop petite pour que les « épices et vacations » [revenus] perçues suffisent à leurs besoins. Par exemple le 2 août 1747 (l'interdiction est renouvelée le 2 septembre 1748), défense est faite aux sardiniers (patrons de bateaux sardiniers) et marchands de rogues de payer les matelots en leur fournissant des boissons susceptibles de les enivrer, sous peine de 500 livres d'amende.
Une chapelle existait dans l'île à cette époque puisque les reliques conservées dans l'église Saint-Jacques de Pouldavid étaient chaque année transportées en procession dans l'île le jour de l'Ascension. Parmi les autres prieurs dont l'histoire a conservé la trace, on peut citer :
- Jean, prieur en 1162
- Geoffroy de Loudun, originaire probablement de Loudun, seigneur de Trèves et de Vernoil, aussi évêque du Mans de 1234 jusqu'à sa mort en 1255, prieur de Saint-Tutuarn à partir de 1148. Il a été canonisé, sa fête est le 3 août[12].
- Jean de Brayde (1474)
- Alain de Penc'hoet, aussi chanoine de Quimper (1535-1844)
- Guillaume Kerdilès (Chardilée), aussi recteur de Poullan (attesté en 1573 et 1580)
- Yves Toullalan, probablement originaire de Tréboul, aussi chanoine et chantre de Quimper (attesté en 1586 et 1598) et qui fut un ligueur.
- Jean de Bertier, né à Toulouse en 1556, originaire d'une puissante famille parlementaire, chanoine et archidiacre de Toulouse, abbé commendataire de Saint-Pierre de Mas-Garnier[13], Saint-Sever de Rustan, Saint-Vincent de Senlis et de Lieu-Restauré, aussi évêque de Rieux entre 1602 et sa mort survenue en 1620. Il est attesté comme prieur de Saint-Tutuarn en 1605.

Le manoir du prieuré se trouvait à la pointe de Kerlosquet, face à l’île Tristan. À la fin du XVIe siècle, ce prieuré était l'un des plus lucratifs du diocèse de Cornouaille, percevant par exemple de nombreuses dîmes sur des champs des paroisses de Primelin, Beuzec-Cap-Sizun, Pouldergat, Ploaré, etc. et de nombreux fermages perçus par des fermiers généraux qui prélevaient leur part
Le prieur pouvait prélever chaque année 5 sols sur chaque barque qui se livrait à la pêche dans la baie de Douarnenez. Par contre, le prieur offrait « deux pots-de-vin et huit deniers de pain blanc » aux pêcheurs qui lui offraient la moitié de la tête d'un marsouin capturé.
L'historien B. Tanguy, dans son article « Hagionomastique et histoire : Pabu Tugdual alias Tudi et les origines du diocèse de Cornouaille », Bulletin de la Société Archéologique du Finistère, pp. 117-142, 1986, dans le chapitre intitulé « De Saint Tutgual Evêque à Saint Tutuarn Evêque », pose explicitement la question de l'établissement de saint Tugdual alias Tudy alias saint Tutuarn dans l'Ile Tristan près de Douarnenez : « Tudy alias Tugdual vint-il s'établir dans cette île [Ile Tristan] [...] ? La question reste sans réponse car si l'île Tristan a livré des vestiges gallo-romains, on n'a pas de trace de son lointain passé monastique [au V-VIe siêcle] ».
Bourde de la Rogerie, H., dans sa brochure « Le Prieuré de Saint-Tutuarn ou de l'Ile Tristan », Société archéologique du Finistère, tome 32, pp. 206-257, 1905, indique : « l'Ile de saint Tutuarn, dite aujourd'hui de Tristan, donnée en 1118 par Robert de Locuuan, évêque de Cornouaille, à l'abbé de Marmoutiers qui y fonda un prieuré se trouve [...] au fond de la magnifique baie de Douarnenez [...] on a découvert un très grand nombre d'habitations disposées comme les cases d'un échiquier, des monnaies gauloises, des fragments d'armes, des meules [.]. Des gallo-romains résidèrent dans l'île, mais on n'y a pas trouvé de traces des premiers émigrants bretons [...] Le premier document historique qui fasse mention de l'île la désigne sous le nom de Insula Sancti Tutuarni episcopi (1118-1126) ; on ignore l'histoire de ce saint dont le nom se présente sous les formes suivantes : sanctus Tutuarnus (1126), sanctus Tutuguarnus (1162), sanctus Tutualdus (1248-1252), sanctus Tutuarnus (1254), sanctus Tutuarinus (1255), sanctus Tutoarnus (1255), sanctus Tutuarnus (1264), saint Tutoarn (1328), saint Tutuarne (1336) et enfin saint Tutuarn. [...] aucune autre localité de Bretagne ne porte son nom sauf peut-être un îlot appelé parfois île Tutuarn et plus souvent île Toul Houarn, situé près de la côte de Saint-Pol-de-Léon, à l'embouchure de la Penzé, dans un site qui n'est pas sans analogie avec celui de l'île Tristan. Dans une paroisse voisine, Ploénan, existe un village jadis siège d'une très ancienne seigneurie Lannuzuarn qui tire peut-être son nom d'un monastère (Lan) consacré à saint Tutuarn [...] Guy Eder de la Fontenelle [1574-1602] [s'établit à l'île Tristan dont il fit sa base, notamment lors des sièges de Penmarc'h et de l'île Tristan] ».

### Guerre de Cent Ans
Du fait de sa position stratégique, isolée à marée haute et possédant une bonne vue sur l'entrée de la baie, les militaires prennent la place des religieux qui s'installent sur leur dépendances de Douar an Enez, au cours de la guerre de Cent Ans. Pendant ce conflit de plus de cent années, l'île est à tour de rôle occupée par les troupes soutenant le royaume de France et par celles des partisans du roi d'Angleterre.
Le 24 mars 1353, dans le cadre de la guerre de Succession de Bretagne, un massacre se déroule dans l’île Tristan : même si le détail des faits reste incertain, il semble que Charles de Blois, qui était emprisonné par les Anglais dans la tour de Londres aurait été libéré temporairement afin de venir chercher sa rançon (ses trois fils restant en otage) et aurait été accueilli temporairement par la garnison anglaise qui occupait alors l’île Tristan ; ayant remarqué les faiblesses de la défense anglaise, il en aurait parlé à ses amis, qui auraient massacré la garnison anglaise qui occupait alors l'île.

### Le repaire d'un chef de guerre: Guy Éder de La Fontenelle
À la fin de mai 1595, dans le cadre des Guerres de la Ligue, Jacques de Guengat, converti au protestantisme, est chassé de son château par les catholiques de Quimper et des paroisses voisines. Partisan d'Henri IV, il obtient du marquis de Sourdéac, alors gouverneur de Brest, dix à douze barques et 300 à 400 hommes, et s'empare de Douarnenez, alors un simple bourg démuni de château et de fortifications, mais habité par de riches marchands, qui est pillé. Mais les bourgeois de Douarnenez, aidés de paysans des paroisses voisines, les repoussent à la mer et tuent une bonne partie des assaillants. Jacques de Guengat s'échappe à grand peine, mais revient quelque temps plus tard attaquer à nouveau Douarnenez dans des circonstances non précisées par le chanoine Moreau et établit son repaire dans l’île Tristan, persuadé d'être à l'abri d'une attaque des Ligueurs, commandés alors localement par Guy Éder de La Fontenelle, redoutable chef de guerre qui avait pillé les années précédentes le Trégor et une partie du Léon et de la Cornouaille.
Toujours en 1595, Guy Éder de La Fontenelle attaque l'île Tristan, surprend au lit le trop confiant Jacques de Guengat, emprisonné avec une bonne partie de sa garnison à Cremenec'h en Primelin et fit de l'île, rebaptisée par le nouvel occupant du lieu « île Guyon », son repaire. Il y fit le quartier principal d'une garnison de 700 à 800 hommes, afin de mener ses raids dévastateurs dans la région, possédant même une flotte de 6 à 10 bateaux de guerre. Il pille à nouveau Douarnenez (« les habitants du bourg furent dépouillés de tout ce qu'avaient épargné les soldats de Jacques de Guengat. Le bourg, voisin inutile ou dangereux, fut détruit et les matériaux des maisons servirent à fortifier l’île Tristan. Pouldavid eût le même sort, la prison, les halles et même la jetée du port furent démolies. Il établit dans la garnison, sinon une exacte discipline, du moins une étroite subordination ; quelques-uns de ses hommes s'étant mêlés de conspirer, La Fontenelle les fit pendre et noyer».
Le duc de Mercœur, alors gouverneur de la Bretagne, mais aussi chef de la Ligue en Bretagne, tente de reprendre le contrôle de l'île en nommant comme gouverneur de l'île Tristan Le Cornu de La Courbe de Brée, mais ce dernier est tué près de Châteauneuf-du-Faou par les troupes du marquis de Sourdéac alors qu'il rejoignait son poste. Le duc de Mercœur nomme alors le 20 juin 1595 un autre gouverneur, Jégou de Kersalio, qui devait commander une troupe de 200 arquebusiers, mais il ne put pénétrer dans l'île dont La Fontenelle garda le contrôle. À partir de son repaire de l’île Tristan, Guy Éder de La Fontenelle organisa de véritables razzias, allant jusqu'à ravager Roscoff, , piller le château de Mézarnou en Plounéventer et enlever la jeune Marie Le Chevoir. En février ou mars 1597, il pille la région de Concarneau, s'empare du château de Lézargant en Névet et de celui de Lezoualch en Goulien dont il tue le seigneur, Autret. Il attaque Kérity, Tréoultré et Penmarc'h en Penmarc'h, ensenglantant tout le Cap Caval, saccage Pont-Croix, etc. et étend ses pillages, depuis sa base de l'île Tristan, jusque dans le Trégor, dévastant Ploumilliau le 28 octobre 1597 et à une date non précisée Primel dont il envisageait de faire un second repaire analogue à celui de l’île Tristan. Il tenta même, avec sept vaisseaux, d'attaquer Brest et Ouessant, mais échoue piteusement, défait par la flotte du marquis de Sourdéac (un de ses bateaux est coulé, un second s'échoue).
C'était un chef de guerre sans pitié : les bourgeois et les paysans fait prisonniers par La Fontenelle lors de la prise de l'île Tristan avaient d'abord été enfermés au château de Cremenech ; ils « furent traités à la turque et même plus barbarement par tourments et toutes sortes de pauvreté et de disette pour tirer plus grande rançon d'eux que ne montait tout leur bien. Et ainsi, les mettant dans l'impossible, mouraient misérables dedans les cachots et les cloaques ». Les survivants furent ensuite emprisonnés sur l’île Tristan : « les uns moururent misérablement en des cachots infects comme garde robes et latrines, et après une infinité de tourments qu'on leur faisait tous les jours, tantôt les faisant seoir sur un trépied à cuir nu, qui brûlait jusqu'aux os, tantôt au cœur de l'hiver et les plus grandes froidures les mettant tous nus dedans des pipes pleines d'eau glacée ».
La Fontenelle resta maître de l’île Tristan longtemps après la soumission au roi Henri IV des villes les plus importantes de la région comme Morlaix et Quimper et de la plupart des châteaux et localités tenues par la Ligue. Il se disait « capitaine de cent chevaux légers, et deux cents arquebusiers à cheval, mestre de camp d'un régiment de douze cents hommes de pied, gouverneur de l'isle Guyon, ville de Douarnenez et  pays circumvoisins sous l'autorité de Monseigneur le duc de Mercœur, gouverneur de Bretagne ».
Assiégé par l'armée royale commandée par le seigneur de Coétredez et en son absence par le sieur de Cahideuc, il repoussa l'ennemi par deux fois et conserva son île inviolée pendant le conflit. Ce n'est que par un guet-apens que le capitaine Du Clou, gentilhomme poitevin, détaché de la garnison de Quimper au château de Kerguélénen en Pouldergat, parvint à le faire prisonnier temporairement en avril 1596, mais il fut libéré après remise de rançon d'environ 14 000 écus et recommença ses exactions. En mai 1597, les soudards de La Fontenelle pénètrent dans le faubourg de La Terre-Au-Duc à Quimper, mai sont repoussées par les troupes de Jean Jegado de Kerollain, gouverneur de Concarneau, et du capitaine Magence.
Aussitôt, toujours en mai 1597, les « royaux » (troupes fidèles au roi Henri IV) vinrent pour la troisième fois assiéger l’île Tristan ; les assiégeants, dont les membres proviennent des garnisons venues de Quimper, Morlaix, Pont-l'Abbé, Concarneau, Corlay, Guingamp, Tréguier, etc., sont cette fois-ci commandés par le marquis de Sourdéac lui-même, assisté par Sébastien de Rosmadec, baron de Molac et Kergournadec. Le siège dure du 20 mai au 30 août 1597. La longueur du siège s'explique  « étant l'ennemi dans une place avitaillée de toutes les provisions ». Les bourgeois de Quimper sollicitent la participation financière de toute la Basse-Bretagne, « l'évêché de Cornouaille étant tellement ruiné qu'il ne pouvait supporter seul les frais du siège ». Le baron de Molac, qui avait pris le commandement en l'absence du marquis de Sourdéac, parvint à repousser une attaque de Ligueurs du Vannetais près du château de Quimerc'h en Bannalec après un sanglant combat aux alentours du 22 mai 1597.
Vers la fin de l'année 1597, La Fontenelle cesse ses sanglantes expéditions, et quelques jours après que le duc de Mercœur lui-même se fut soumis à Henri IV, il négocie une paix, signée à Angers le 8 avril 1598, quelques jours avant l'édit de Nantes, obtenant les titres de capitaine et gouverneur de l’île Tristan, la promesse du collier de l'ordre du Saint-Esprit, la propriété pour lui et sa famille de l'île, le commandement d'une compagnie des ordonnances du roi, du ban et de l'arrière-ban, et de deux compagnies de 50 hommes en garnison dans l'île, l'immunité pour tous les faits de guerre et destructions commis, ainsi que pour l'enlèvement de Marie Le Chevoir, ainsi que l'interdiction du culte protestant à Douarnenez et localités circumvoisines. Le roi lui refusa quand même la vice-amirauté de Bretagne, le commandement de trois vaisseaux de guerre, une somme de 30 000 écus et réserva sa réponse pour l'achèvement des fortifications de l'île que réclamait La Fontenelle. Le Parlement de Bretagne se prêta d'assez mauvaise grâce à l'enregistrement de ces clauses en juillet 1598.
La Fontenelle, devenu un des plus puissants seigneurs de la Cornouaille, continua à entretenir une solide garnison dans le fort de l’île Tristan, entouré de gentilshommes comme Jean de Rosmar et Guy Le Chevoir (frère de son épouse), faisant rebâtir le château de Trébrient en Plestin et réparer le manoir de Coatezlan en Prat, qui lui appartenaient, s'occupant de la gestion de ses affaires et cherchant « tous les moyens de rendre la vie douce à sa femme ». Mais en mars 1600, La Fontenelle est arrêté alors qu'il se trouvait dans l'île de Bréhat, emprisonné à Rennes et le 18 avril 1600 le roi ordonne, à la requête des États de Bretagne, le démantèlement des remparts de l’île Tristan. Jacques de Lestel, qui commandait la garnison de l'île en l'absence de La Fontenelle, négocia sa reddition, obtenant lui aussi l'amnistie pour tous ses actes commis, notamment pendant le siège de Pont-Croix et la garnison se rendit sans opposer de résistance le 10 août 1600. Le démantèlement des fortifications de l'île commença aussitôt, les États de Bretagne votant le 3 octobre 1600 une somme de 1 700 écus pour acquitter les frais du démantèlement. La Fontenelle obtint une nouvelle amnistie, fut semble-t-il libéré un temps, avant d'être à nouveau emprisonné, puis remis à nouveau en liberté en juillet 1601 et de se retirer dans son manoir de Coatezlan. Le 15 juillet 1602, il est à nouveau arrêté, emprisonné à Rennes, puis conduit à Paris où, accusé d'avoir participé au complot de Biron, il est condamné à mort et roué en place de Grève le 27 septembre 1602. En 1603, les États de Bretagne votent une somme de 3 000 livres pour achever de payer le démantèlement des fortifications de l’île Tristan.
De nos jours, on ne retrouve cependant pas de vestiges, les constructions ayant été totalement rasées. Une légende raconte que La Fontenelle aurait enterré le butin de ses pillages dans l'île, et que ce dernier n'aurait jamais été retrouvé.

### L'île Tristan après Guy Éder de La Fontenelle

#### Jacques II de Névet et la deuxième fortification
L'île retrouva alors sa quiétude : en 1606, le prieur de Saint-Tutuarn réussit à affermer 240 livres les revenus de son prieuré, ce qui illustre le retour d'une relative prospérité. Après l'assassinat d'Henri IV le 14 mai 1610, la régente Marie de Médicis autorise Jacques II de Névet, gouverneur de l'île (son lieutenant est Jacques du Faou, seigneur du Logan), à relever les murs renversés en 1600, ce qui émeut les Quimpérois qui avaient de bonnes raisons de se rappeler les désastres causés par les guerres de religion et qui en 1614 n'avaient pas encore fini de payer les emprunts souscrits pour lutter contre Guy Éder de La Fontenelle lors des sièges de Penmarch et de l’île Tristan. Les Quimpérois refusent toutefois le 21 avril 1614 de prêter assistance au marquis de Sourdéac qui envisageait un blocus de Jacques II de Névet dans l’île Tristan, refus renouvelé les mois suivants. Malgré un arrêt royal du 22 août 1614 ordonnant de raser les fortifications reconstruites dans l'île, Jacques II de Névet continue à occuper la petite citadelle à la tête d'une garnison de 100 hommes d'armes jusqu'à son assassinat à Rennes le 28 octobre 1616 par son cousin Thomas de Guémadeuc.
Le 5 novembre 1616, les États de Bretagne rappellent au roi qu'il avait ordonné, dès 1614, le démantèlement, même si les remparts élevés par Jacques II de Névet étaient moins importants que les précédents, « la garnison qu'il avait réunie était composée de gens suspects (..) et depuis sa mort ses soldats continuaient à piller le pays ». Le 17 novembre 1617, les États de Bretagne renouvellent encore leur demande de démantèlement, lequel est enfin ordonné par le roi Louis XIII par lettres patentes du 16 avril 1618, enregistrées par le Parlement de Bretagne le 11 janvier 1619, les héritiers de Jacques II de Névet obtenant une indemnité de 18 000 livres en compensation ; le procès-verbal du démantèlement est dressé le 14 mai 1619 par René Mocam, sénéchal de Cornouaille et cite « deux bastions édifiés en tête de la place (…), flanquée de six éperons. (…) L'artillerie comprenait treize canons en fer placés au circuit de la place, six canons placés à l'intérieur de la citadelle, deux tire-bourres, (…) huit arquebuses à mèche, un grand mousquet et cinquante mousquets ordinaires et cinq vieilles cuirasses. ». Le second fort de l’île Tristan ne dura donc que de 1613 à 1619.

#### Emmanuel-Philibert de La Béraudière et la troisième fortification
Mais l’île Tristan fut fortifiée une troisième fois : le gouverneur de Concarneau, Emmanuel-Philibert de La Béraudière, seigneur de l'Isle-Rouhet en Beaumont, s'installe en 1622 dans l'île sous prétexte de défendre la province contre une attaque possible des huguenots dont les corsaires, armés à La Rochelle, venaient croiser jusqu'à hauteur du Conquet. Le 14 novembre 1622, le roi ordonne à Emmanuel-Philibert de La Béraudière d'évacuer l'île et de ne pas s'opposer à la démolition des remparts, mais les difficultés rencontrées avec les protestants font changer d'avis Louis XIII qui, le 5 janvier 1625 autorise Emmanuel-Philibert de La Béraudière à rétablir toutes les fortifications qu'il jugerait nécessaire, non pas pour faire de l’île Tristan une place forte, mais du moins pour la mettre à l'abri d'un coup de main des Huguenots. La Béraudière envoie des mandements à toutes les paroisses des environs leur prescrivant de venir travailler à la construction des fortifications. La nouvelle que l’île Tristan allait être à nouveau fortifiée provoqua un véritable exode : « la moitié environ du peuple des environs de ladite isle s'en est entièrement retiré et tout ce cartier demeurera entièrement désert si le travail de la fortification continue, ce qui tournera à l'entière ruyne dudit evesché » écrivent les États de Bretagne dans une nouvelle requête au roi. D'après le gouverneur au contraire, « le peuple vint travailler avec allégresse sans aucune contrainte ». Guillaume Le Prestre de Lézonnet, évêque de Quimper, et les magistrats quimpérois parvinrent toutefois à faire arrêter les travaux, rappelant que la place avait été « démolie à la sueur du peuple voisin qui pensoit avoir arresté la fin de ses malheurs et affranchy son labourage des corvées et exactions iniques et insuportables de ladite fortification et démolition, mais que l'ambition du sieur de l'Isle qui n'a point de borne a fait renaistre ses anciens desseins (…) pour fortifier ladite place à l'oppression ».
Le Parlement de Bretagne par des arrêts des 4 et 12 mars 1625 et le Conseil du roi par un arrêt du 30 juillet 1625 ordonnèrent de démolir la nouvelle fortification qui formaient une place forte déjà assez importante si l'on en croit la description les procès-verbaux dressés à l'époque par François d'Andigné de Carmagaro, conseiller au Parlement et Christophe Fouquet de Chalain, procureur général : « Nous (…) avons vu à l'entrée de ladite isle une grande terrasse revestue de pierre eslevée de quelque 20 pieds de hault et large de 15 à 16 pieds au plus, (…) une maison de pierre qui sert d'entrée et de portail audit fort et avons veu que depuis ledit portail toute la teste du fort et un bastion carré au coin à main droite en entrant sont revestus de pierre à hauteur de plus de 20 pieds, (…), une grande et forte palissade de chenesteaux au-dessus, (…) et tout le reste de ladite isle, contenant environ 1800 pas de tour, circuité et environné de bastions, redoutes et demi-lunes de terre avecques leurs parapets de gazon bien percés et flancqués, (…) et au dedans de ladite isle une maison consistante en deux corps de petits logis, ung desquels est couvert d'ardoises, et consiste en une salle et une chapelle au bout, avecques une court close de murailles, et onze ou douze autres maisonnettes, partie de pierre, servant à la retraite et corps de garde des soldats ; (…) ledit sieur de l'Isle monstré au hault et extrémité de la dite isle, un lieu hault eslevé commandant à toute la coste qu'il nous a dit s'appeler Le donjon (…) [avec] deux puits et une fontaine, deux petits canons sur lesdites plates formes à l'entrée du fort et quantité de gentilshommes et de soldats qu'il nous a dit estre juesques au nombre de deux cents et qu'il les tenoit ordinairement pour la garde de ladite isle ».
Les deux auteurs de ce procès-verbal s'enquirent aussi des moyens qui avaient été déployés pour construire ces fortifications : le recteur de Beuzec, Jean Moreau, et celui de Lababan, Jacques Brichet, déclarèrent que l'Isle-Rouhet « avait convoqué les paysnas jusqu'à huit ou dix lieues à la ronde: trente-sept paroisses [tous les hommes valides de chacune de ces paroisses] avaient fourni de une à trois journées de travail (paroisses de Poullan, Pouldergat, Plozévet, Pont-l'Abbé, Tréoultré, Ergué-Armel, Plomelin, Plomodiern, Landévennec, Argol, etc.) et un très grand nombre de charrois ; des convocations avaient été envoyées jusqu'à Plonévez et Châteauneuf-du-Faou, mais étaient restées sans effet. (…) Une déclaration des habitants de Crozon apprit (…) que les travailleurs avaient été payés sur le produit d'une très illégale levée de 310 livres faite dans cette paroisse par le gouverneur de Concarneau. »
Le démantèlement commença le 15 septembre 1625 et fut exécuté par les soins et aux frais des habitants de Ploaré, Poullan et Pouldegat et des paroisses voisines et entièrement abattues dès le 3 octobre, le procureur Fouquet de Chalain ordonnant avant de partir à son substitut, « considérant qu'il restait encore quantité de terre de laquelle à l'advenir l'on eut peu faire quelques fortifications » de « faire venir les paroisses dans les six lieues, lesquelles n'avoient pas encore travaillé, et en faire jeter le plus qu'ils pourroient à la mer ». Cet ordre ne fut que très imparfaitement exécuté. La Béraudière obtint des États de Bretagne une indemnité en raison des frais qu'il avait engagé pour fortifier l'île, mais les paysans qui avaient été forcés de construire les fortifications, puis de les démolir n'obtinrent aucune indemnité ni modération d'impôts.

### Le prieuré de Saint-Tutuarn auxXVIIeetXVIIIesiècles
Le prieuré a survécu aux événements militaires décrits précédemment, même si son importance et ses revenus semblent avoir alors beaucoup diminué. La liste de ses prieurs, le prieuré étant toujours en commende, à cette époque est en grande partie connue :
- Louis Odespung, sieur de la Meschinière, recteur de Moulins et de Retiers, prieur de Saint-Blaise de Pont-Rémy[26], prieur de Saint-Tutuarn entre 1623 et 1637. Il se démit de ce bénéfice ecclésiastique avant sa mort survenue en 1655[27].
- Jean-François Robinault, sieur du manoir de La Haye en Mordelles, chanoine de Quimper, entre 1637 et 1651.
- Charles Blouet, chanoine de Rennes, recteur de Saint-Ouen-des-Alleux, entre 1654 et sa mort survenue le 15 décembre 1665.
- Jean de Montigny, né à Rennes en 1637, prêtre du diocèse de Vannes, fut aumônier de la reine Marie-Thérèse en 1659, chanoine de Vannes en 1666, prieur de Saint-Tutarn, élu membre de l'Académie française en janvier 1670 et nommé en 1671 évêque de Léon, mais décéda le 28 septembre 1671 à Vitré alors qu'il rejoignait son poste.
- Pierre de Boisbaudry de Langan, docteur en Sorbonne, aussi prieur de Sainte-Croix de Vitré; de 1672 à 1682 (premier prieur à avoir été nommé canoniquement par l'abbé de Marmoutier depuis plusieurs siècles).
- Charles-Henri Dagneau, entre 1683 et 1686.
- Jean-Charles Dagneau, entre 1704 et 1709.
- Jean Morand, entre 1709 et 1713, par la suite prieur d'Iffendic.
- Jean-François Auffray, entre 1713 et 1717.
- Joseph de Miniac, de 1717 à 1718.
- Pierre Aubin, de 1720 à 1735.
- Charles Yvicquel, de 1736 à 1747

Par la suite, ce sont les évêques de Quimper qui furent prieurs de Saint-Tutuarn à partir de 1748, les revenus du prieuré devant désormais servir à secourir les habitants de l'île de Sein à la demande de l'évêque de Cornouaille Auguste François Annibal de Farcy, l'initiative de cette attribution revenant à un ancien évêque de Mirepoix Jean-François Boyer, alors titulaire de la feuille des bénéfices, c'est-à-dire, responsable nommé par le roi de l'attribution des bénéfices ecclésiastiques, .

« Vous m'avez demandé quelques secours pour faire instruire et administrer des habitants d'une isle où aucun prêtre ne peut aller faute de pouvoir y vivre. Nous avons un bénéfice simple dans votre diocèse que bien des gens demandent, mais que j'ai réservé pour ces pauvres habitants de l'isle. Le bénéfice vaut 400 francs et peut-être bien plus. Mais l'idée d'assurer ce revenu pour le prêtre que vous envoyerez dans l'isle est embarassante. Si vous le mettez sur la tête d'un prêtre particulier, trois mois après qu'il en aura pris possession, il dira que l'air de l'isle ne lui convient point et il s'en ira. Cela vous arrive tous les jours. L'idée qui me vient, ce serait que le Roy vous donnât ce bénéfice, et que vous en donnassiez le revenu au prêtre qui iroit dans l'isle et qui jouiroit de ce revenu autant de temps qu'il y resteroit et que vous en seriez content. Pour assurer ce revenu au desservant de l'isle, il faudroit seulement que vous eussiez la bonté de faire enregistrer dans votre secrétariat que ce bénéfice n'a été donné par le Roy que pour le desservant de l'isle qui seroit à votre nomination. »

Le bénéfice du prieuré de Saint-Tutuarn fut officiellement attribué dans ce but à l'évêque de Cornouaille par le roi le 11 février 1748. Le dernier prieur de Saint-Tutarn fut en conséquence le dernier évêque de Quimper de l'Ancien Régime, Mgr Toussaint-François-Joseph Conen de Saint-Luc, décédé en 1790, mais le bénéfice du prieuré fut vendu à titre d'afféagement roturier dès le 28 décembre 1761 par ce même évêque de Quimper Auguste François Annibal de Farcy à Jean-Jacques Laplanche, receveur des devoirs de la province de Bretagne et plus tard marchand à Douarnenez… et ne bénéficia donc plus au prêtre de l'île de Sein.
L’île Tristan cessa donc d'être un bien ecclésiastique avant la Révolution française. Il y avait alors bien longtemps déjà (la date est inconnue) que l'église prieurale avait disparu de même que le manoir prieural situé au lieu-dit Kerlosquet, face à l’île Tristan, sur le continent. Un des derniers prieurs avait fait construire une maison au centre de Douarnenez qui, devenue bien national, fut vendue le 31 décembre 1790 à la ville de Douarnenez qui y installa sa mairie. Quelques autres biens du prieuré furent vendus par la suite comme un moulin à vent vendu le 15 octobre 1791, quelques terrains et l'îlot de Fluminiou (désormais dénommé Flimiou, ce n'est plus qu'une simple pointe rattachée au continent en raison des extensions portuaires de Douarnenez).

### De la fin duXVIIesiècleau milieu duXIXesiècle

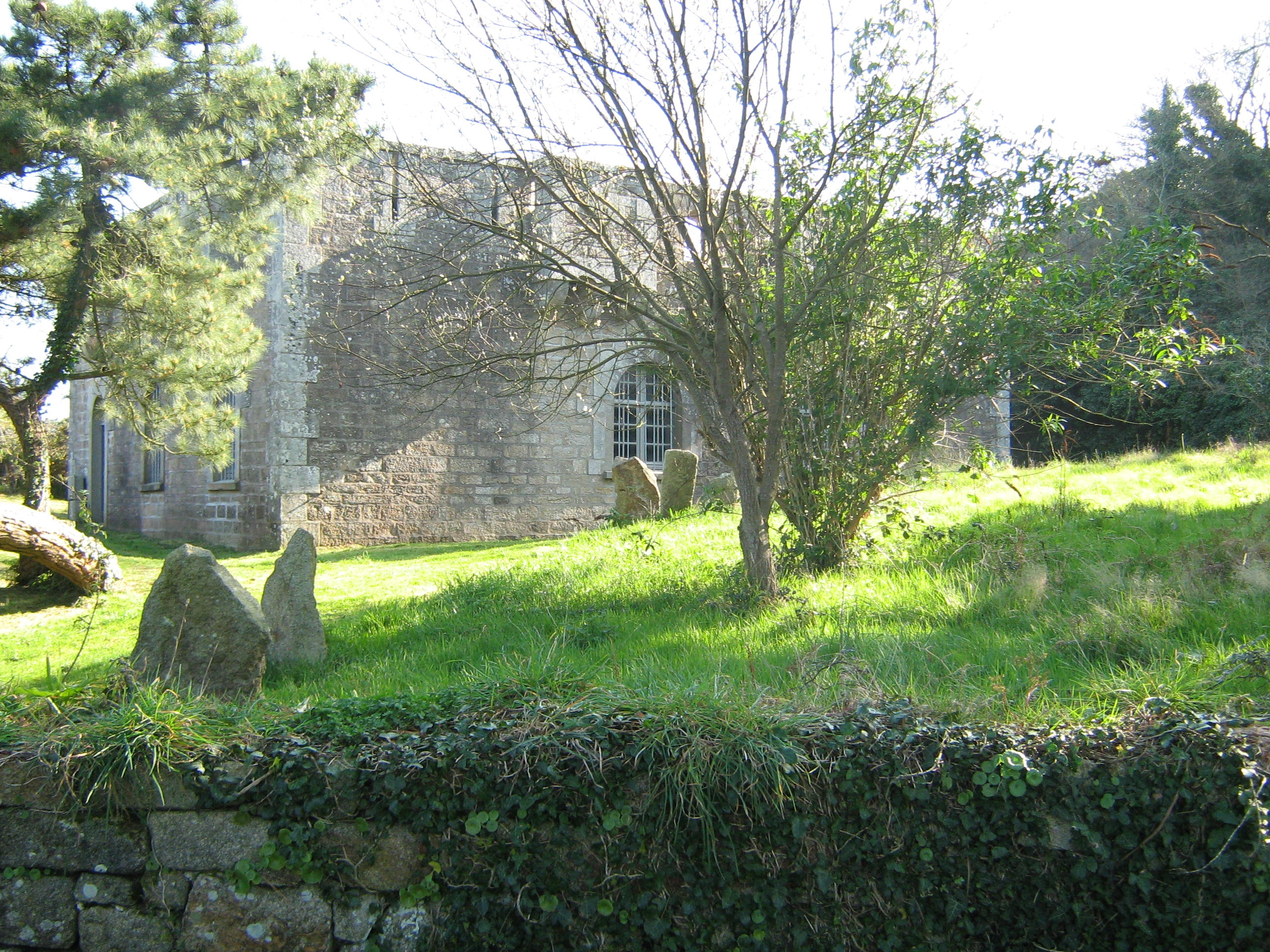
Le fort Napoléon III, construit en 1859.

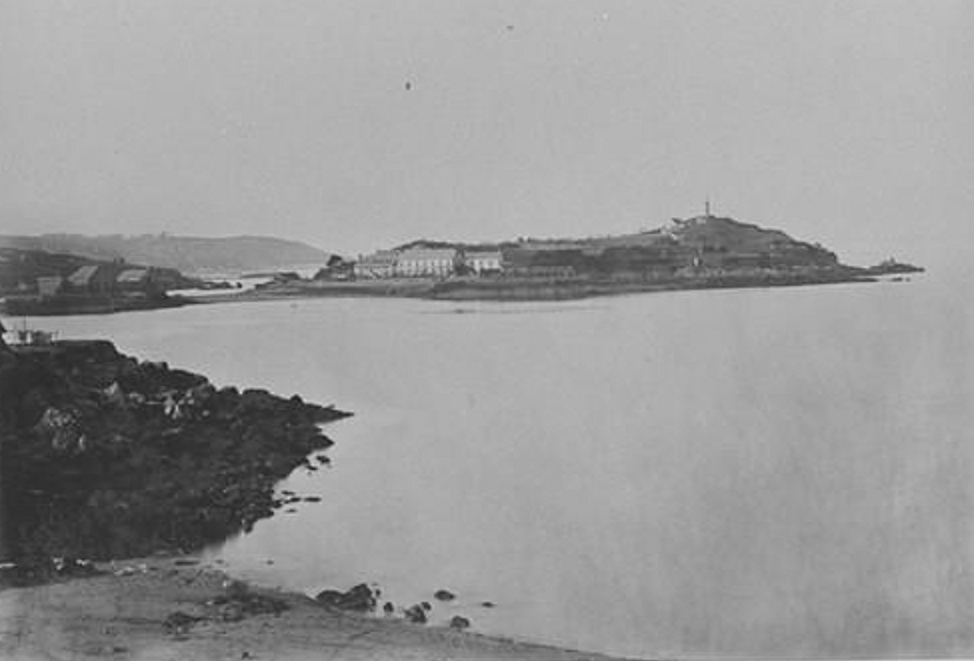
L'île Tristan en baie de Douarnenez en 1873 (photo de J. Duclos).

Par la suite, il ne fut plus question d'établir à l’île Tristan de fort, ni de garnison permanente. Vers 1694 toutefois, lors des grandes tournées d'inspection de Vauban le long des côtes de Bretagne, une batterie y fut installée dans un fortin construit à cet effet et gardée de temps en temps, assez mal d'ailleurs, par des soldats garde-côtes. Des traces de ce fortin existent encore. Un corps de garde est construit au début du XVIIIe siècle, une batterie, un magasin à poudre et un casernement au milieu du même siècle.
En 1761, Mgr de Farcy de Cuilé, évêque de Quimper et prieur de l'Île Tristan, cède l'île au sieur Jean-Jacques Laplanche, lequel fait construire sur la partie sud un établissement de presse à sardines et des maisons d'habitation au début du XIXe siècle. Marie-Louise Debon, épouse de Jean-Jacques Laplanche, devenue veuve, revend l'île le 29 février 1808 à Joseph Le Tréhénédic et son épouse Claudine Lebreton ; cette dernière, devenue veuve, la revend  à Guillaume-Alexandre-Raphaël Piriou et Marie-Victore Kerdreach, son épouse, le 29 mars 1832 ; puis leur fils Jean-Baptiste Piriou qui en hérita le 11 septembre 1840 vendit l'île le 3 novembre 1850 à Victor Bernard, négociant à Douarnenez, lequel la revend le 10 janvier 1854 à Gustave Raimond Le Guillou-Pénanros, négociant, et son épouse Mathilde Honorine Le Guillou-Penanros pour la somme de 25 000 francs. La vente comprend « l'île Tristan, dite Le Fort, consistant en maisons, magasins et autres logements, jardin, terres chaudes, terres froides, et dépendances, en la commune de Douarnenez (…) sans aucune exception ni réserve, sauf toutefois le droit du gouvernement pour la fréquentation et le service de la batterie qui s'y trouve ». La vente exclut ce qui appartient pour moitié au fermier qui exploite l'île, à savoir « la charrette, la charrue, les instruments aratoires, les bestiaux, la jument et en général tout le matériel d'exploitation de la ferme de l’île Tristan » en fonction d'un contrat de métayage.
Une batterie fut installée en 1859 pour protéger la Baie de Douarnenez afin d'éviter la prise à revers de la Presqu'île de Crozon et donc de la Presqu'île de Roscanvel qui ferme le goulet de la Rade de Brest. Le casernement est un corps de garde crénelé modèle 1846 pour 20 hommes construit en 1862 ; après son déclassement en 1889, il servira d'habitation au gardien du phare.

### Le temps de l'industrie sardinière

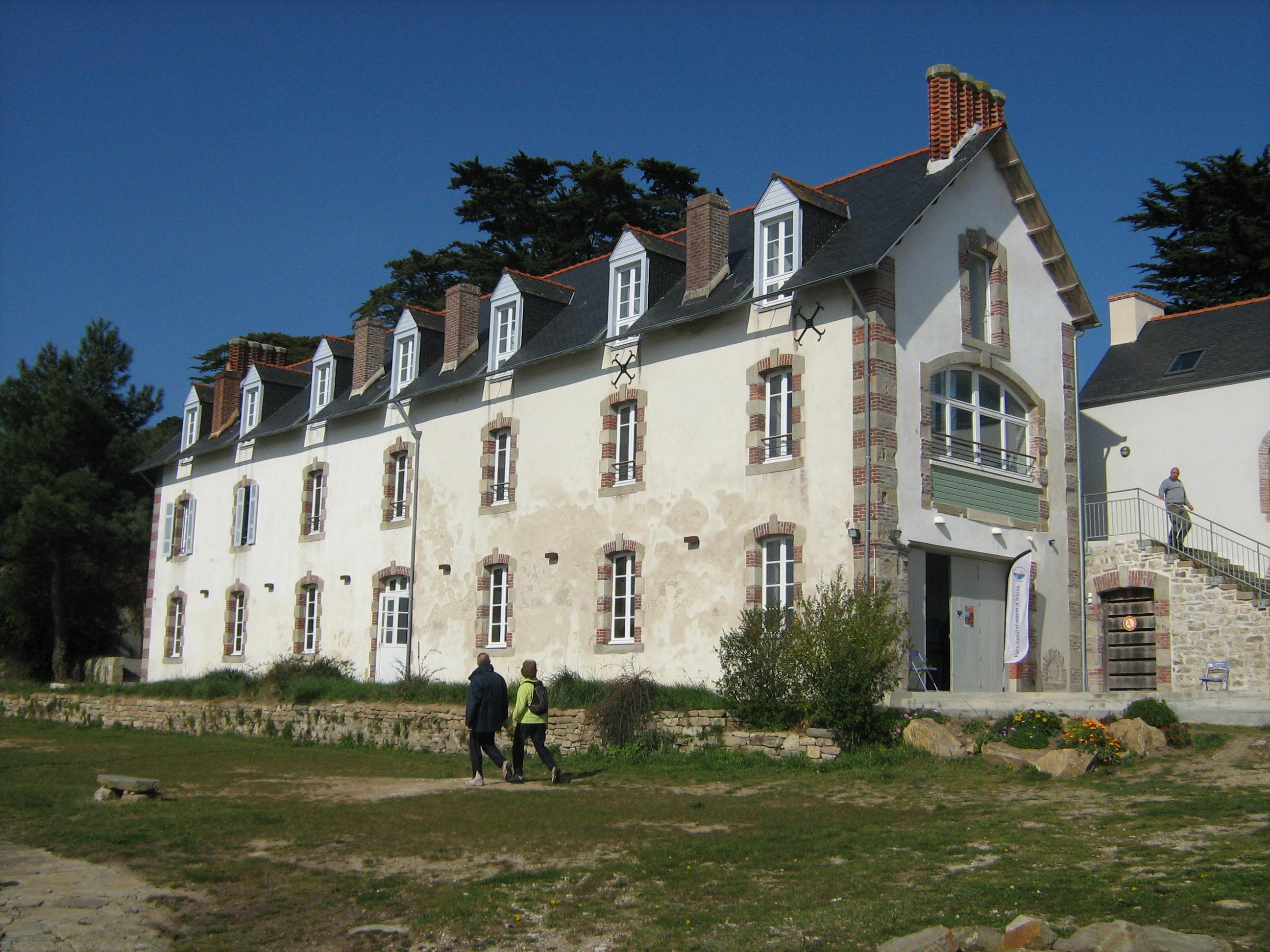
L'ancienne usine de sardines (bâtiment désormais rénové).

Gustave Raymond Le Guillou de Penanros, entrepreneur de sardines et aussi maire de Douarnenez, installe dans l’île Tristan au cours du XIXe siècle des ateliers de salaison de poisson, puis des conserveries en 1860. Les deux grands bâtiments de la façade sud de l'île sont les anciens ateliers. Un quai en « pierres debout » fut construit, ainsi qu'un bâtiment abritant des pressoirs (disparu à la suite d'un incendie) ; un autre bâtiment, en partie détruit de nos jours, abritait des fours-grilloirs, probablement les plus anciens de Douarnenez. L'îlot Saint-Michel, situé entre l'île Tristan et le continent, abritait aussi une conserverie.
En 1905, Henri Bourde de La Rogerie décrit ainsi l’île Tristan :

« L'Île Tristan (…) s'est transformée : une fabrique de conserves, une confortable maison bourgeoise, des jardins, un bois, lui donnent l'aspect d'une belle propriété de rapport : rien n'y rappelle le souvenir du prieuré de Saint-Tutuarn, ni celui de la forteresse de La Fontenelle. »

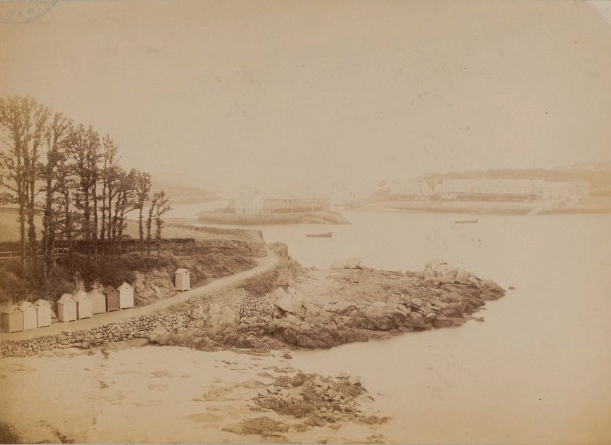
L'île Tristan vue de la plage du Guet (photographie de Jules Girard datant de 1888)
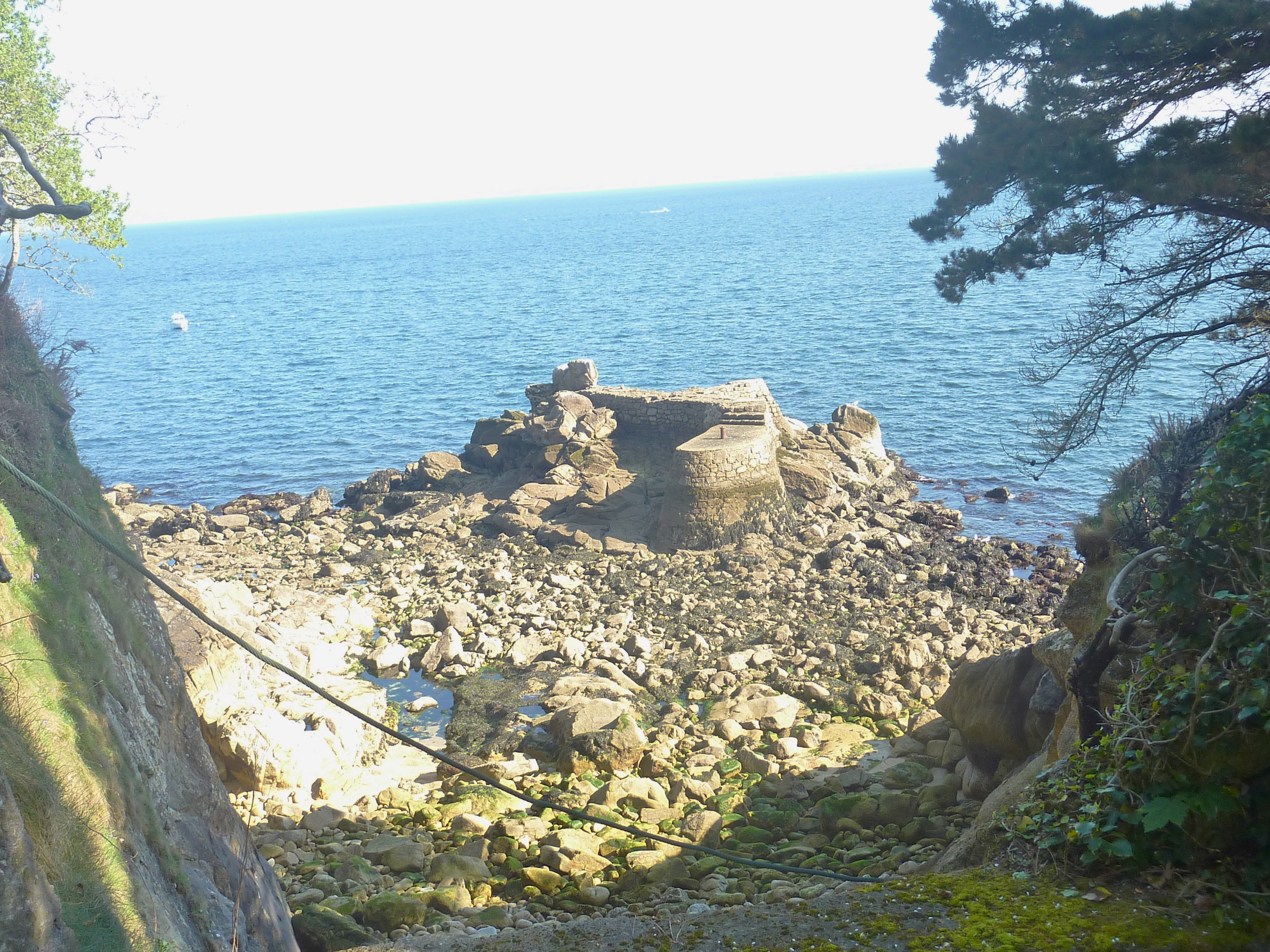
Île Tristan : les restes du quai de l'ancien port

### Un phare sur l'île

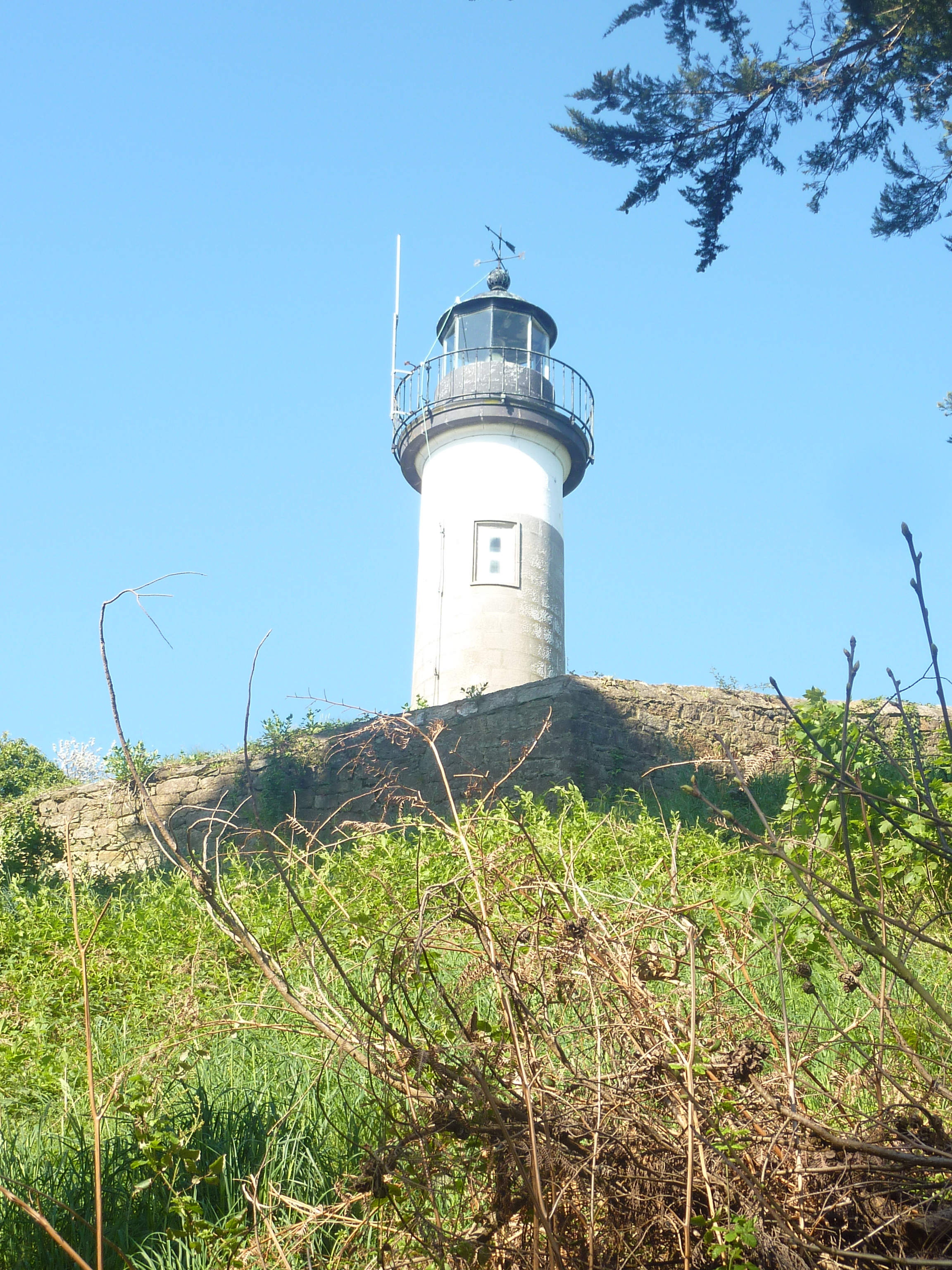
Île Tristan : le phare

Le phare de l'île Tristan se trouve sur le point culminant de l'île, pour signaler l'entrée en baie de Douarnenez.
Décidée en 1854, la construction débute en 1857. L'histoire de sa construction est marquée par le refus du propriétaire de l'époque, Gustave de Penanros, de voir sa construction, empêchant le débarquement des matériaux nécessaires pour sa construction. Le phare sera finalement construit, l'ingénieur chargé de sa construction exploitant finalement une carrière dans l'île même.
Pendant la Seconde Guerre mondiale, le phare subit des dégradations occasionnés par les soldats allemands occupant l'île. Un jour de victoire allemande sur le front, les soldats éméchés tirèrent sur la lentille du phare.
La construction haute de 9,5 m, guide la navigation alentour avec son feu à occultation et de lumière blanche et rouge.

### AuXXesiècle, un lieu de villégiature pour la famille Richepin
En 1911, l'île est rachetée par le dramaturge Jacques Richepin et son épouse la comédienne Cora Laparcerie. Ils font de l’île Tristan un lieu de villégiature pour des artistes, notamment parisiens, recevant entre autres Tiarko Richepin, frère de Jacques Richepin.

« Il régnait alors sur l'îlot douarneniste, nimbé de mystère, une émulation créative qui intriguait les habitants. Le tout Paris artistique défilait dans les ateliers et les logements des anciennes conserveries. »

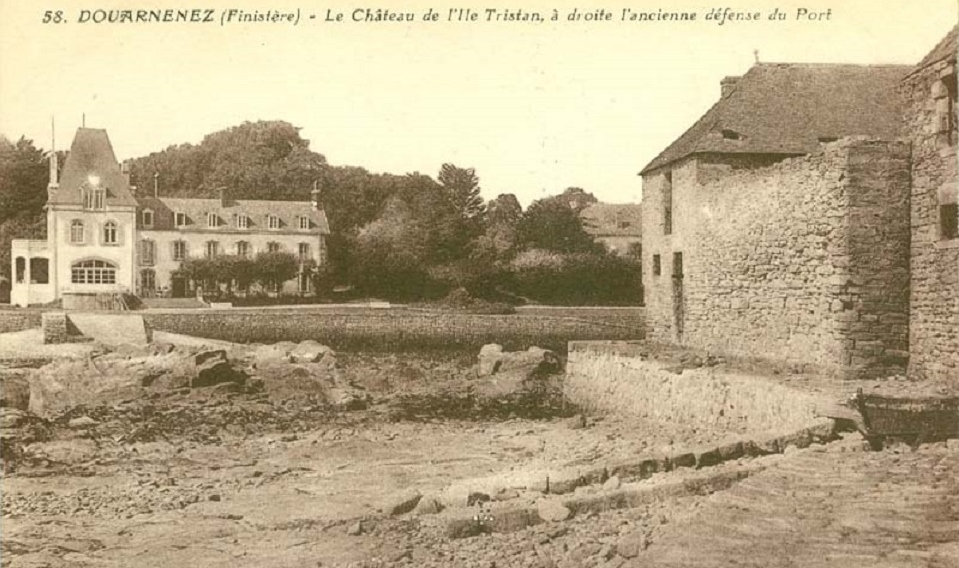
Le château de l'île Tristan et l'ancienne défense du port (vers 1900)
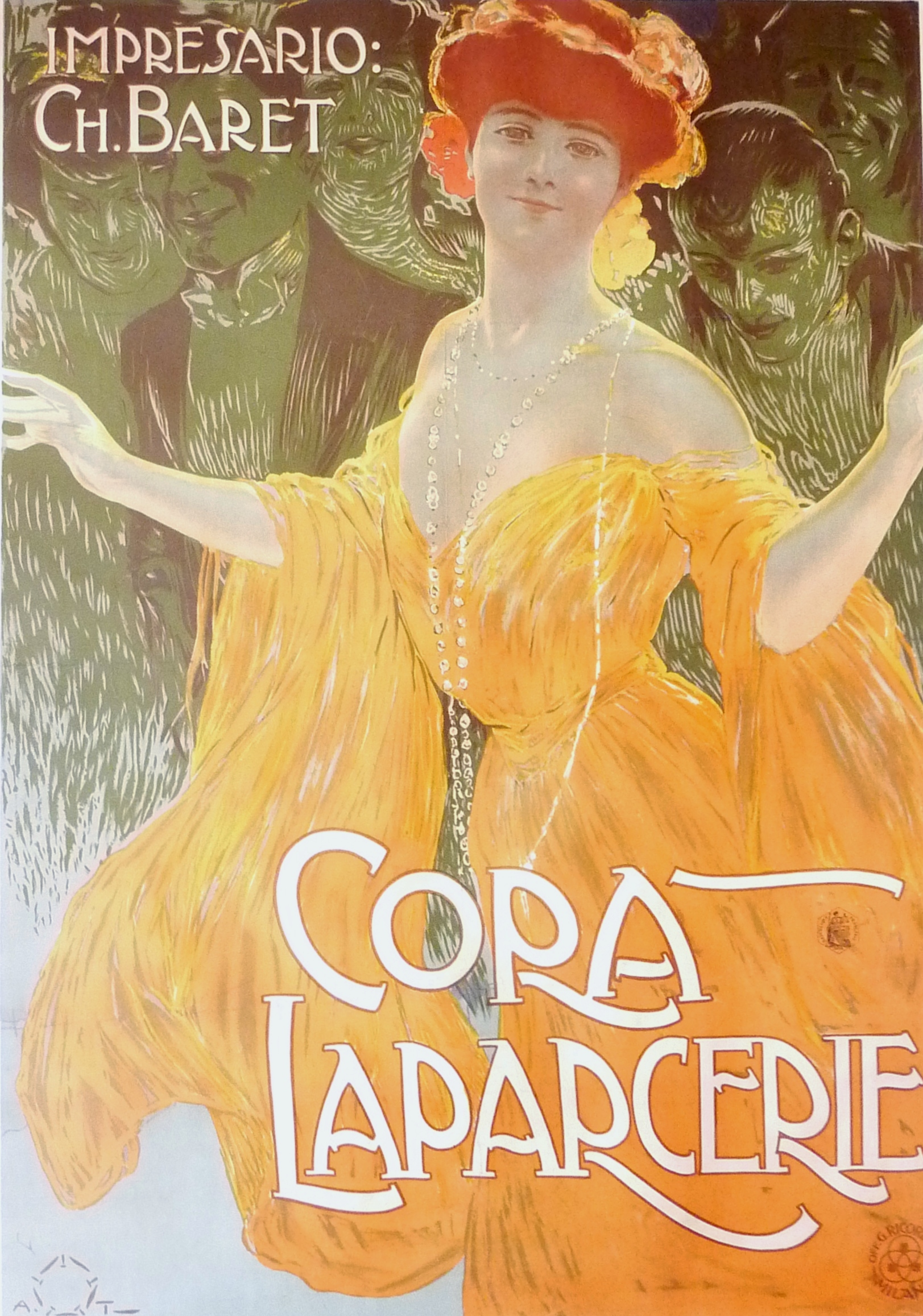
Affiche représentant l'actrice Cora Laparcerie
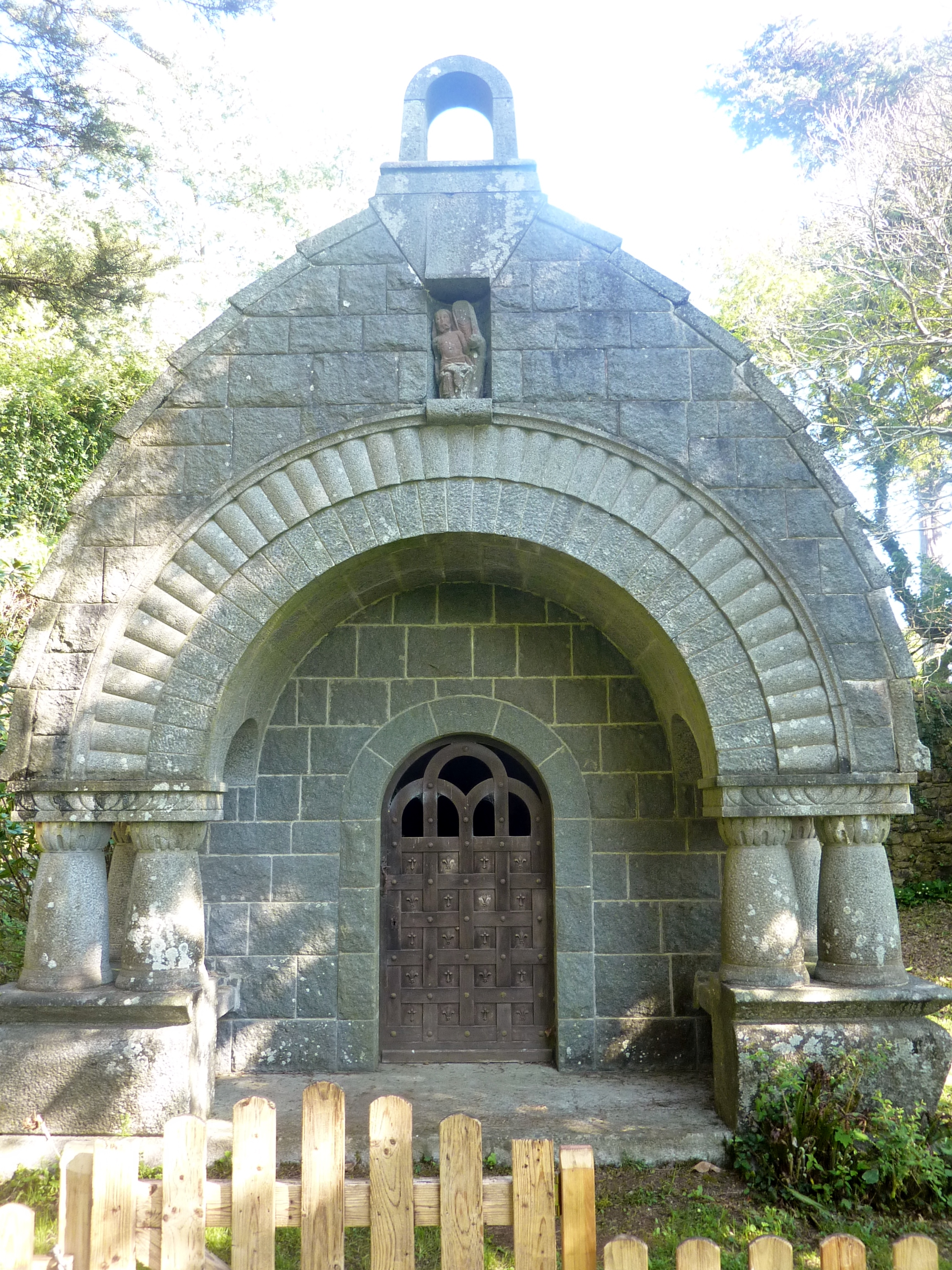
Île Tristan : la chapelle des aviateurs de style néobreton (famille Richepin)

Martial Perrier a écrit dans le magazine La Vie heureuse en 1912, un article ayant pour titre Dans l'île de Madame Cora Laparcerie-Richepin dont voici un extrait :

« Une vie simple, presque paysanne, des jeux d'enfants, le ciel, la mer, le soleil, une solitude peuplée d'amis, voilà les vacances préférées de beaucoup d'artistes des plus élégantes, (...) la dernière mode est d'avoir une île. (...) Un château du XIIe siècle, des tours d'où l'on découvre un horizon unique, une ceinture de pins verts ourlant le sable fin, tel est le site enchanteur dans lequel Mr et Mme Richepin reçoivent chaque année leurs amis. Là, c'est la pleine nature en face de Douarnenez et de ses roches sauvages. (...). »

En 1919, Jacques Richepin, déjà antérieurement propriétaire de bateaux  baptisés Cora en l'honneur de son épouse, achète un voilier construit d'après les plans d'un architecte écossais de grande renommée, William Fife III, en 1898, sous le nom de Yum, et le rebaptise Cora V. En 1938, ce bateau fut racheté par Guy Tabarly, le père d'Éric Tabarly, renommé Pen Duick, lequel le donna par la suite à son fils.
Le 24 mai 2013, le conseil municipal de Douarnenez a accepté un legs de Pierre Cassou, né lui aussi à Morcenx (Landes) et décédé en octobre 2012, qui avait voué sa vie à collectionner les objets et portraits représentant Cora Laparcerie et son époux, dont un grand portrait de Cora Laparcerie par Édouard Zier, daté de 1900, et un de Jean Richepin par Léon Tanzi datant de 1887. Cette collection devrait être prochainement exposée sur l'île Tristan. Cora Lapercerie et Jacques Richepin, ainsi que leur fils et leur fille Miarka, sont inhumés dans la chapelle familiale, sur l'île Tristan, chapelle restée encore aujourd'hui propriété de la famille Richepin.
Les bâtiments des conserveries furent transformés. Une chapelle, dite des aviateurs, est construite dans l'île en l'honneur de deux amis ayant réussi la traversée de l'Atlantique dans le sens Europe - Amérique. En pierre de kersanton, elle est réalisée par des architectes du mouvement breton Seiz Breur.
Un jardin exotique, existant toujours, est développé par la famille grâce à la source d'eau potable existant sous le jardin et au microclimat régnant sur l'île. Des espèces du monde entier furent apportées par leurs voyages et par leurs amis. Il existe notamment un araucaria, ou « désespoir des singes ».
Dans les années 1930, un combat est mené contre la transformation en carrière de pierre de la partie nord-est de l'île, toujours propriété de l’État, pour l'agrandissement du port de Douarnenez. Menant une campagne relayée par les journaux parisiens, le débitage de l'île s'arrêta.
Des blockhaus faisant partie du Mur de l'Atlantique ont été construits sur l'île pendant la Seconde Guerre mondiale.
Jusqu'en 1995, l'île est propriété en partie de la famille Richepin, jusqu'à l'expropriation du descendant de la famille qui ne pouvait plus entretenir financièrement l'île.

### L’île Tristan de nos jours
Accessible à pied grâce à un gué à marée basse lorsque les coefficients de marée dépassent 90, l’île est gérée par le Conservatoire du littoral, accessible pour le public uniquement sur autorisation ou certains jours de l’année et surveillée par un garde. Son jardin exotique abrite 358 espèces florales différentes et des espèces animales protégées vivent sur l’île comme l'escargot de Quimper, la chouette hulotte ou plusieurs espèces de chauves-souris

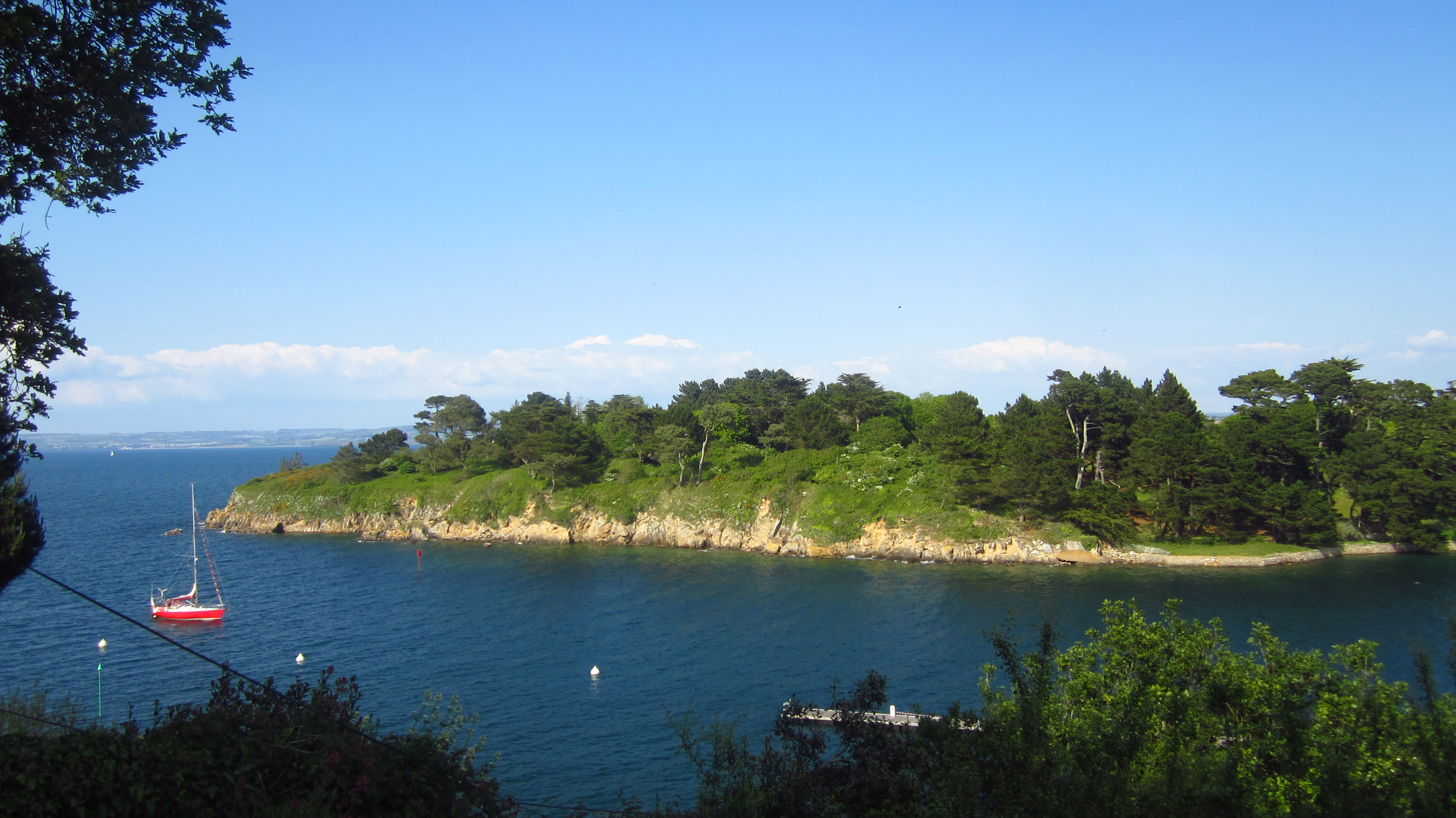
L'Île Tristan vue depuis Tréboul
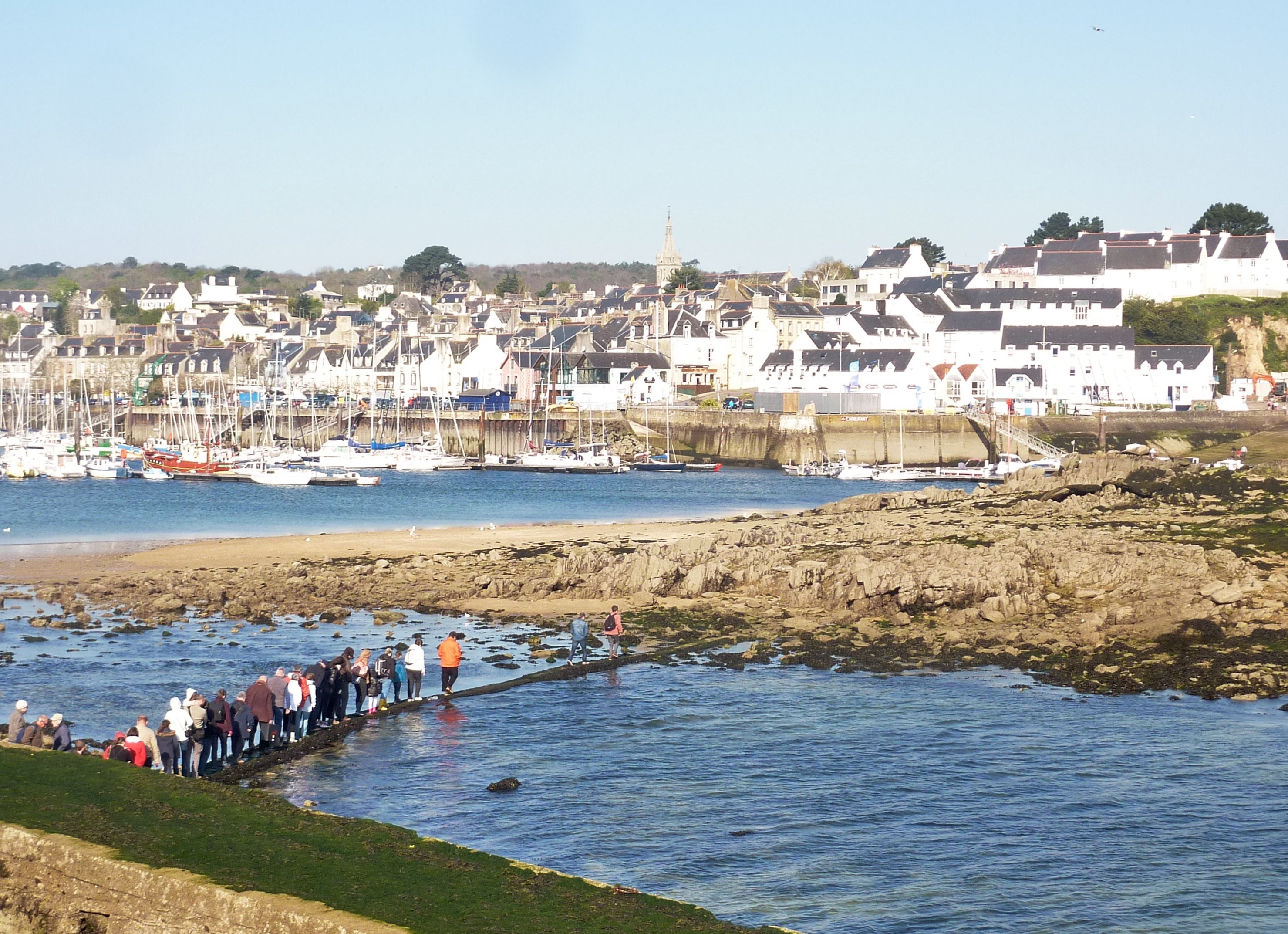
Le gué permettant le passage entre le continent et l'Île Tristan lors d'une marée basse à fort coefficient (vu de Douarnenez)
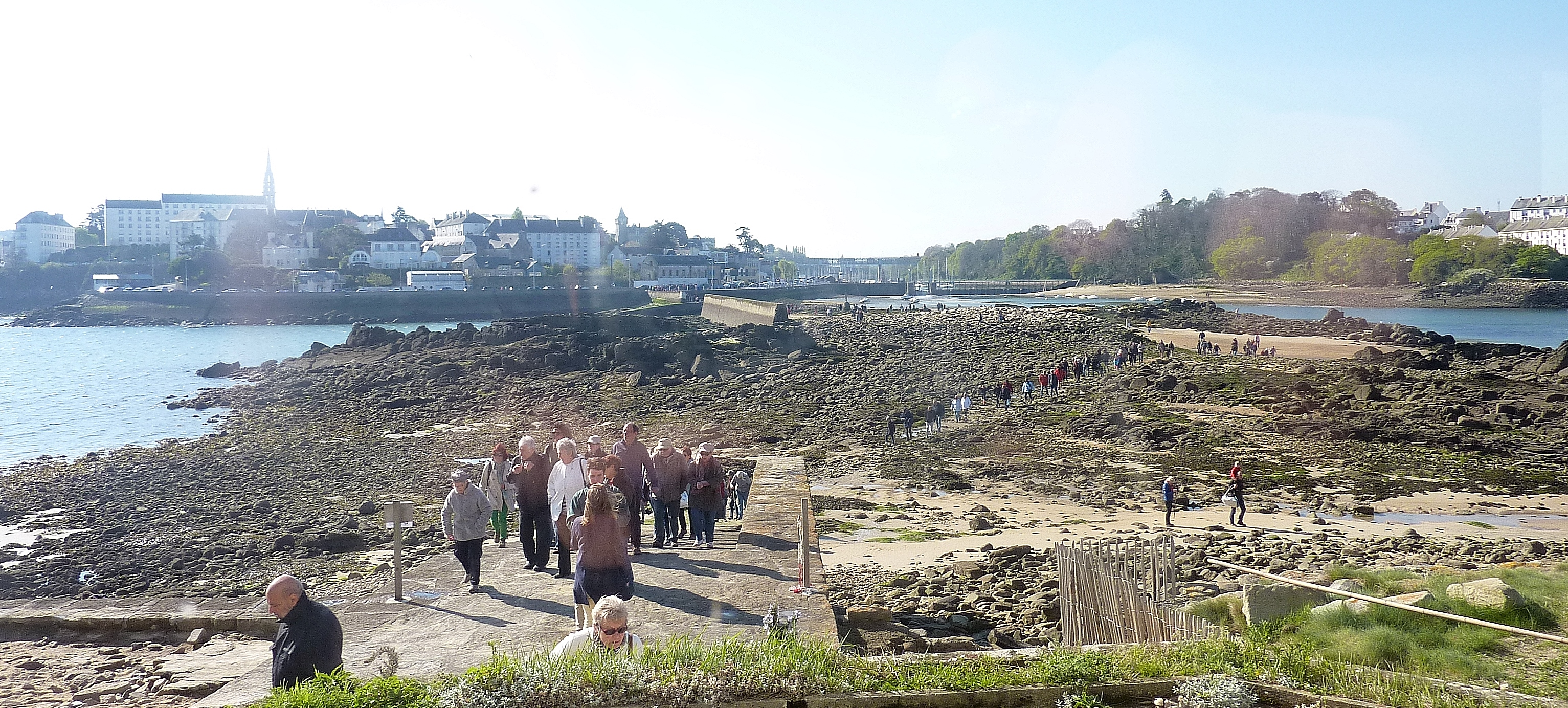
Le gué permettant le passage entre le continent et l'Île Tristan lors d'une marée basse à fort coefficient (vu de l'Île Tristan)
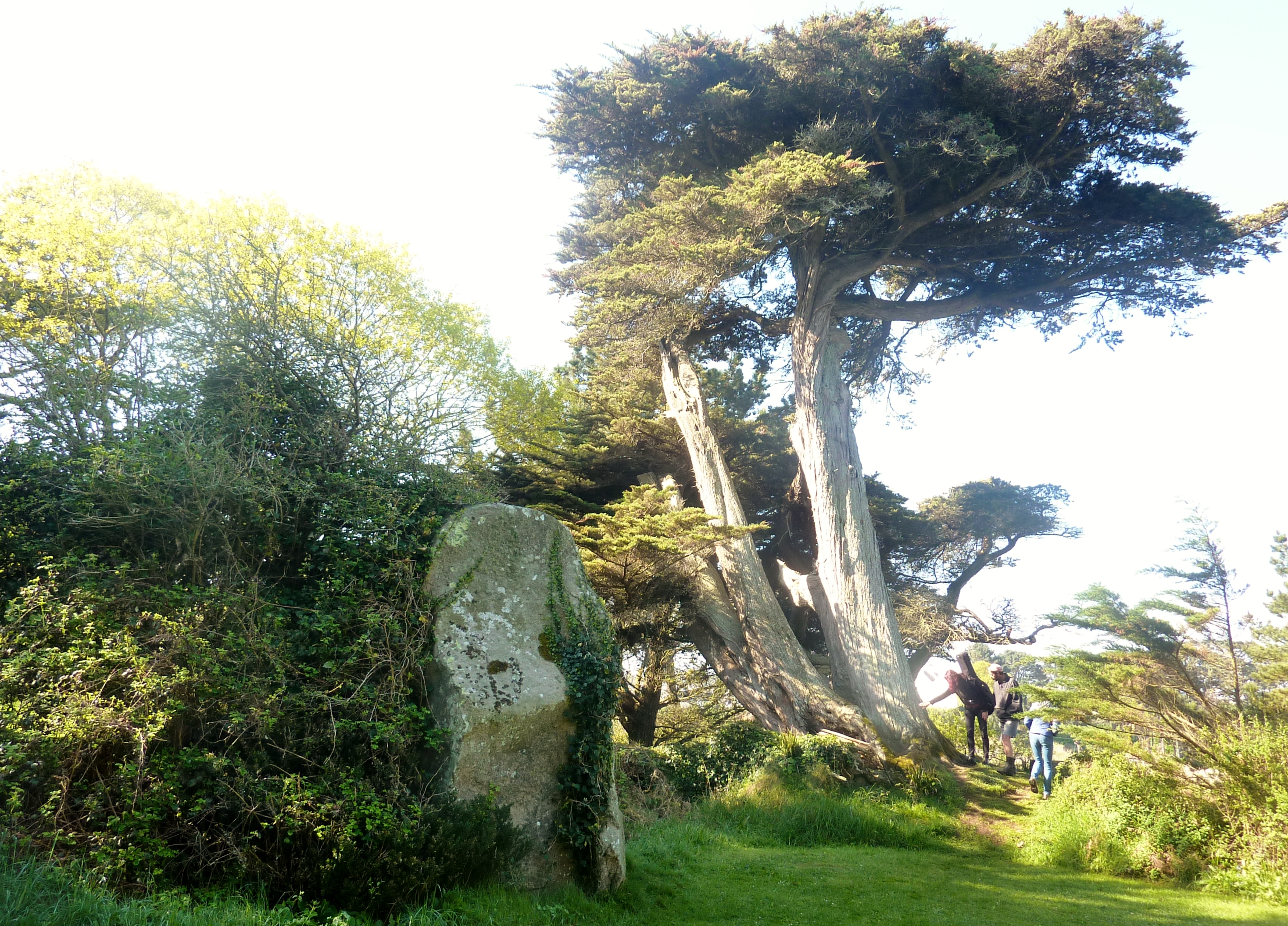
Île Tristan : menhir et arbres penchés par le vent
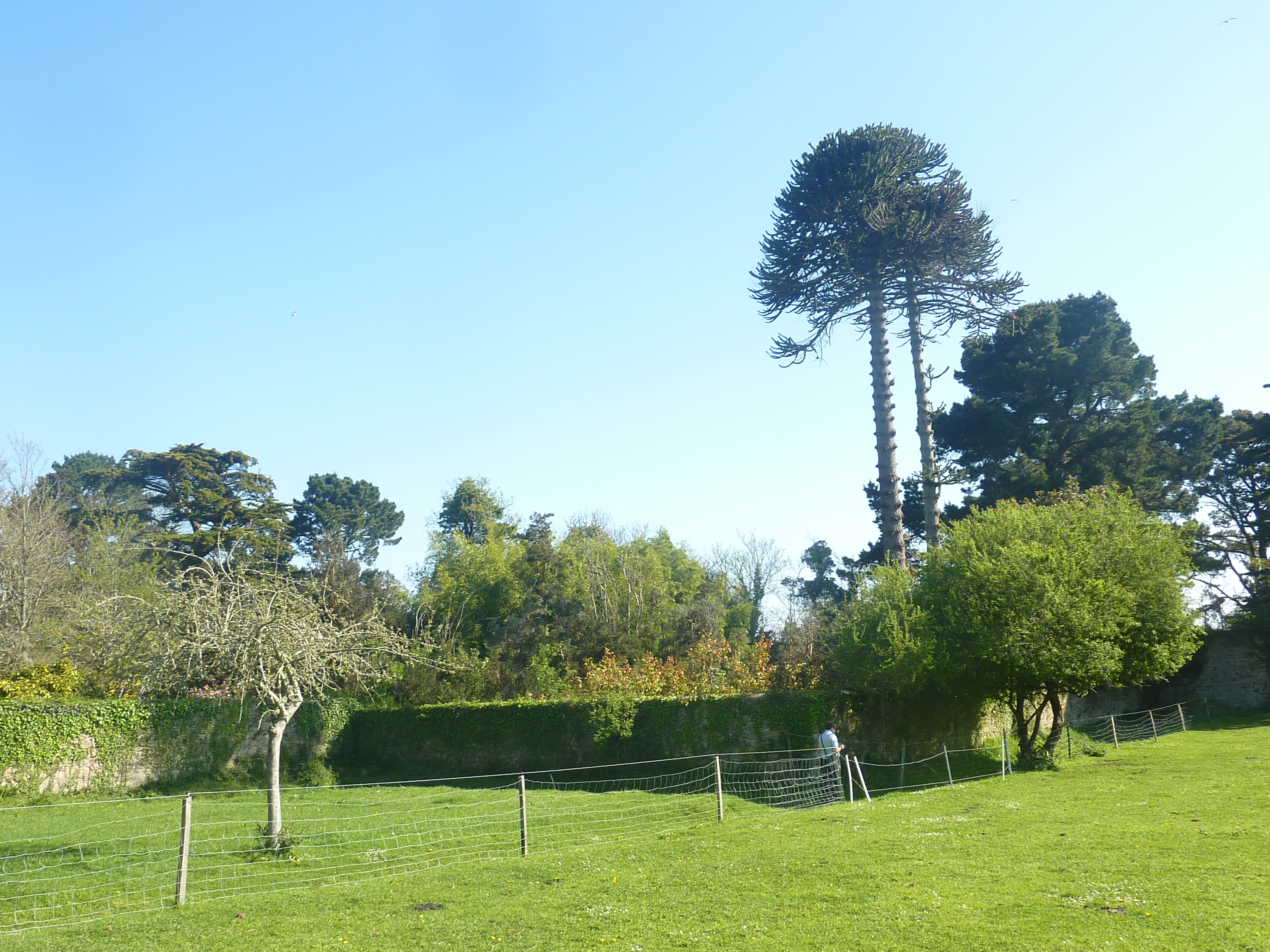
Île Tristan : le jardin exotique

## Visites et transformations récentes

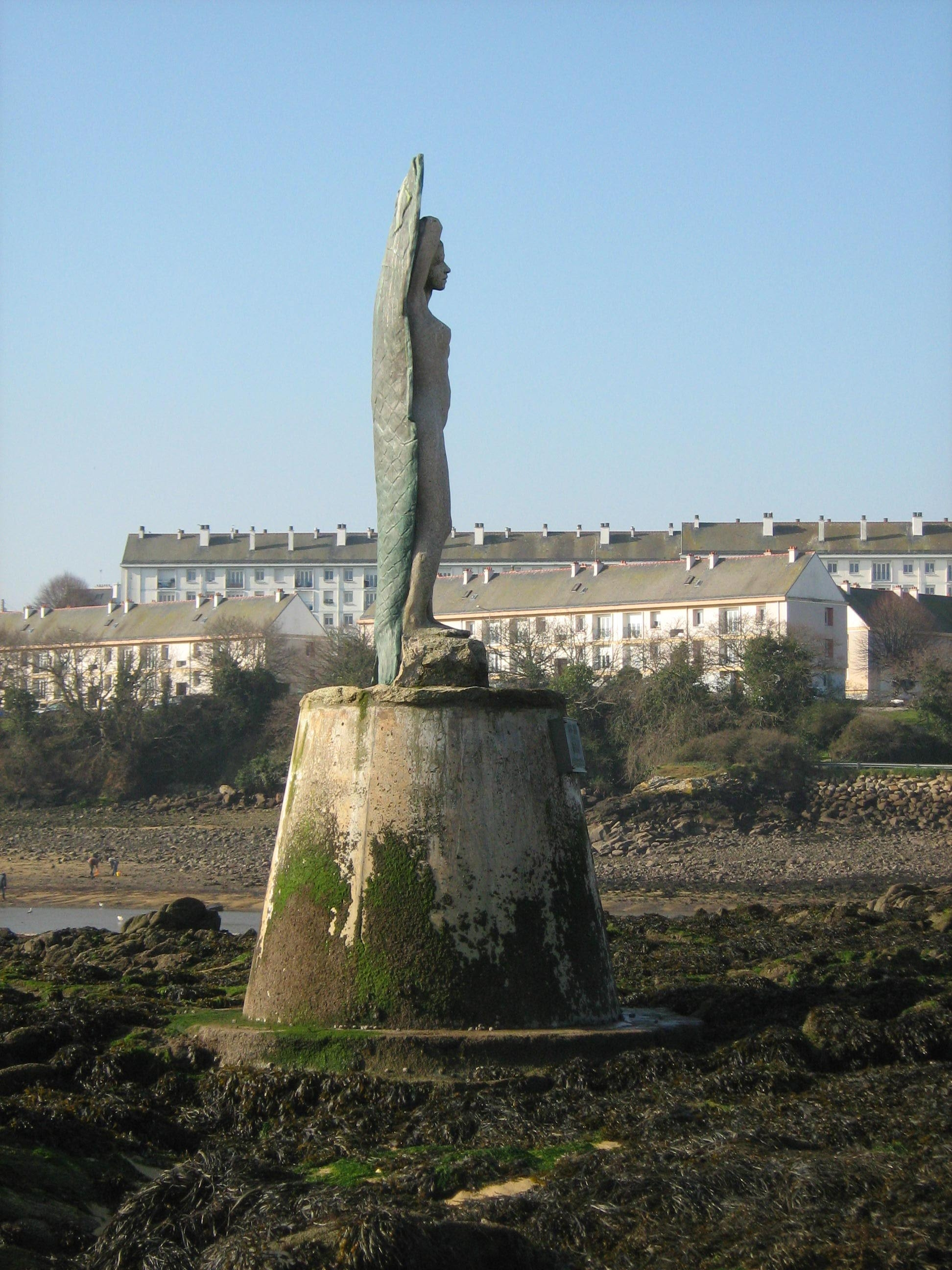
La statue mi-sirène mi-sardine.

L’île Tristan est site naturel classé depuis 1934, et propriété du Conservatoire du littoral depuis 1995, la commune de Douarnenez gère aujourd'hui les visites de l'île pour des groupes réduits, et un passage limité à un certain nombre de personnes par jour, afin de préserver la nature insulaire du site. Il y a deux solutions actuellement pour accéder au grand parc de l'île : « les visites flâneries », accès par bateau, vous permet de visiter le site avec l’œil expert du gardien du site, qui vous fait découvrir l'aspect faune et flore de l'île. Les autres visites, organisées par l'office de tourisme, vous permettent de découvrir l'île sous un angle plus historique. Cette visite se fait à marée basse, par coefficient assez important, permettant d'y accéder pendant au moins une heure et demie. La visite des quais est cependant libre, avec l'accès à marée basse.
Des panneaux photovoltaïques ont été installés en 2013, la réparation de murs en « pierres debout » éboulés depuis la tempête de mars 2008; la construction d'un mur de soutènement aux abords Ouest de la chapelle des Aviateurs et des aménagements paysagers sont prévus sur la côte sud de l'île.
Une convention tripartite a été signée en 2011 entre le Conservatoire du littoral (propriétaire de l'île), la ville de Douarnenez (gestionnaire) et la fondation anglaise Landmark Trust (mécène du projet et futur gestionnaire de la partie hébergement du bâtiment rénové), visant à rendre l'île plus accessible en aménageant des gîtes dans l'ancien bâtiment de bureaux de la conserverie, transformé en maison de maître par Jean Richepin en 1860, et en créant des salles d'exposition dans l'ancienne conserverie, qui avait été transformée en atelier de peintre par la famille Richepin. Mais en mars 2013, le Landmark Trust a abandonné ce projet en raison de difficultés financières, et l'aménagement prend du retard, même si la ville de Douarnenez et le Conservatoire du littoral veulent le poursuivre.
L'antenne sud du Parc naturel marin d'Iroise est installée dans l'île depuis 2010, occupant pour ses bureaux l'étage de l'ancienne conserverie, et pour ses locaux techniques un autre bâtiment dénommé « Kerjacqueline » ou « la maison du passeur ».
L’Île Tristan, qui a compté jusqu'à une trentaine d'habitants au XIXe siècle, n'en compte plus qu'un, son gardien.

## Pacage
Le bœuf Couign Amann s'est vu confier la tâche de la tonte des pelouses de l'île.

## Dans la littérature
Le roman historique de Jules Verne intitulé Le Comte de Chanteleine voit une partie de son intrigue se dérouler sur l'île Tristan.